# Táo tây
Táo tây, còn gọi là bôm (phiên âm từ tiếng Pháp: pomme), là một loại quả ăn được từ cây táo tây (Malus domestica). Táo tây được trồng trên khắp thế giới và là loài cây được trồng phổ biến nhất trong chi Malus. Cây táo tây có nguồn gốc từ Trung Á, nơi tổ tiên của nó là táo dại Tân Cương sinh sống, hiện vẫn còn tồn tại cho đến ngày nay. Chúng đã được trồng từ hàng ngàn năm qua ở châu Á và châu Âu và đã được thực dân châu Âu đưa đến Bắc Mỹ. Táo tây có ý nghĩa tôn giáo và thần thoại trong nhiều nền văn hóa, bao gồm Bắc Âu, Hy Lạp và Cơ đốc giáo châu Âu.
Táo tây trồng từ hạt có xu hướng rất khác biệt so với cây bố mẹ của chúng khi quả táo thường thiếu các đặc điểm như mong muốn. Về sau, chúng được nhân giống vô tính bằng ghép cành. Cây táo trồng tự nhiên (không ghép cành) thường có kích thước tổng thể to hơn và chậm ra quả hơn. Cây được ghép gốc là để kiểm soát tốc độ phát triển và kích thước cây, cho phép thu hoạch dễ dàng hơn.
Hiện có hơn 7.500 giống táo được biết đến. Các giống khác nhau được tạo ra vì sở thích về mùi vị và với nhiều mục đích sử dụng khác nhau, bao gồm cho cả việc nấu ăn, ăn sống và làm rượu táo. Cây và quả của táo tây dễ bị nhiễm một số loại nấm, vi khuẩn và các vấn đề sâu bệnh. Các vấn đề này có thể kiểm soát bằng một số biện pháp hữu cơ và vô cơ. Năm 2010, bộ gen của táo tây đã được giải mã, là một phần của các nghiên cứu kiểm soát dịch hại và nhân giống chọn lọc trong sản xuất táo.
Tổng sản lượng táo tây trên toàn thế giới vào năm 2021 là 93 triệu tấn, trong đó Trung Quốc chiếm gần một nửa.

## Mô tả

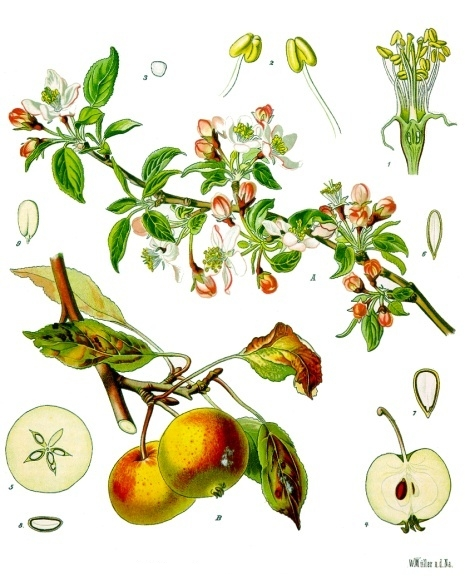
Hoa, quả và lá của cây táo tây (Malus domestica)

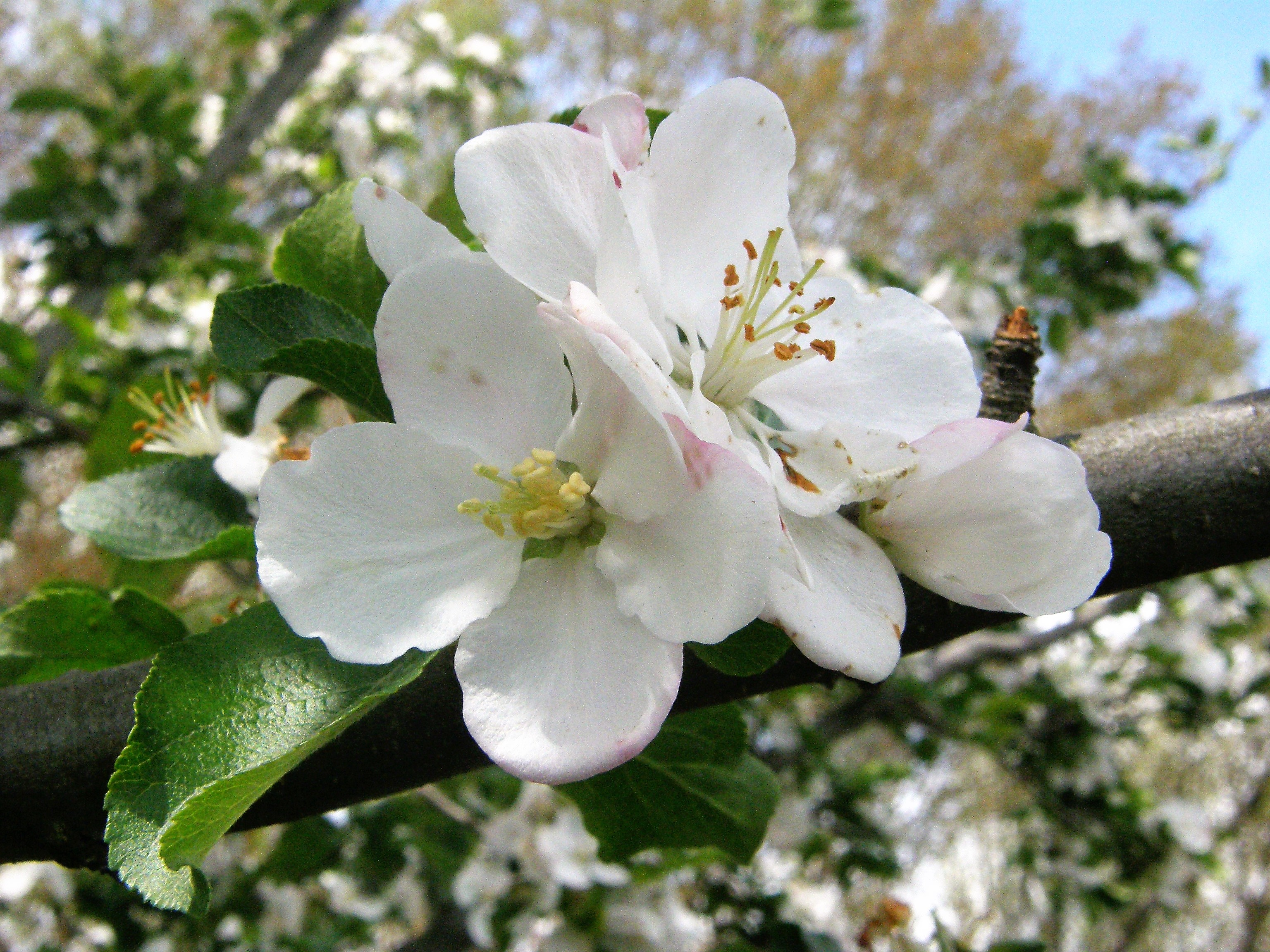
Hoa táo tây

Táo là một loài cây rụng lá, cây thường có chiều cao từ 2 đến 4,5 m (6 đến 15 ft) trong môi trường canh tác và có chiều cao lên đến 9 m (30 ft) trong điều kiện tự nhiên. Khi trồng, kích thước, hình dạng và mật độ cành được kiểm soát bằng phương pháp chọn lựa và chiết ghép cành. Các lá được sắp xếp xen kẽ, chúng có hình bầu dục màu xanh đậm với mép lá có hình răng cưa và mặt dưới có lông tơ nhỏ li ti.
Vào mùa xuân, hoa nở cùng lúc với sự phát triển mạnh mẽ của cây như đâm chồi của lá, chúng nở trên một số chồi dài và trên các ngọn của cành. Những bông hoa dài 3 đến 4 cm (1 đến 1+1⁄2 in) màu trắng pha chút màu hồng nhạt dần, có năm cánh, với một cụm hoa lớn trên cành hoặc thân, một cụm hoa gồm có 4–6 hoa. Hoa nằm ở trung tâm của cụm hoa được gọi là "hoa vương"; nó là hoa mở ra đầu tiên và có thể phát triển thành một quả lớn.

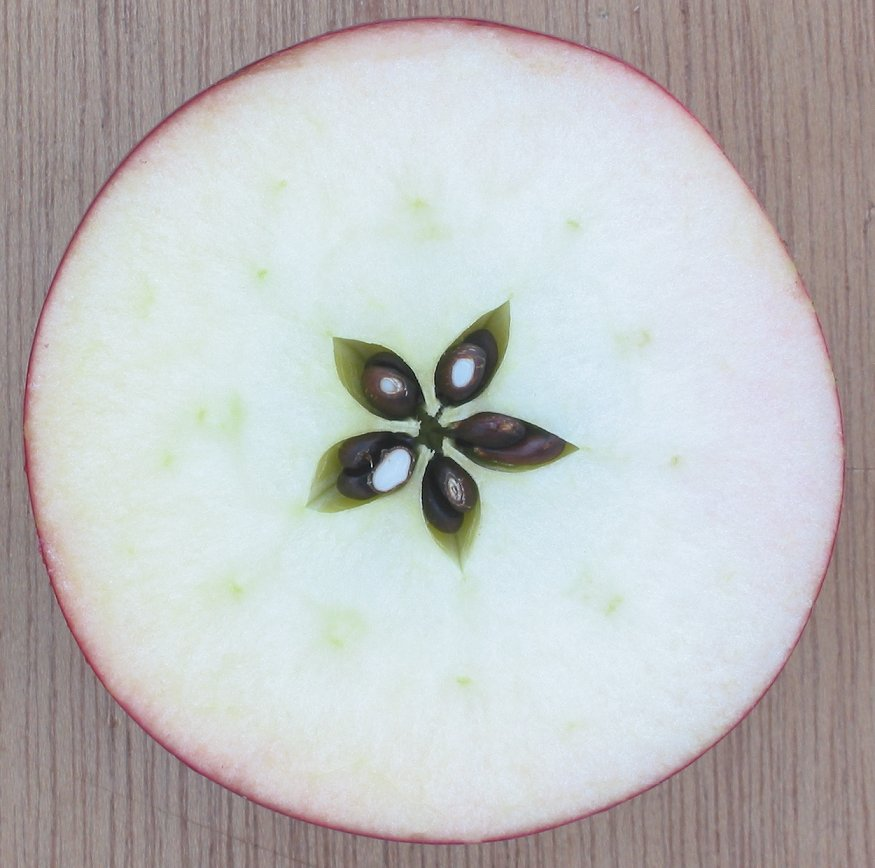
Tiết diện ngang quả táo cho thấy từ ngoài vào là vỏ mỏng (màu đỏ), thịt (trắng xanh), và ruột 5 múi với hột màu nâu.

Quả táo tây là một loại quả pome, thường chín vào cuối mùa hè hoặc mùa thu, tháng 9 hoặc tháng 10, quả của các giống táo trồng hiện nay có nhiều kích cỡ khác nhau. Những người trồng táo tây thương mại đặt mục tiêu tạo ra quả táo có chiều dài từ 7 đến 8,5 cm (2+3⁄4 đến 3+1⁄4 in) nhằm đáp ứng thị hiếu của thị trường. Đối với một số người tiêu dùng, đặc biệt là người tiêu dùng Nhật Bản thì thích quả kích cỡ lớn, còn những quả táo dưới 5,5 cm (2+1⁄4 in) ít có giá trị trên thị trường thường được sử dụng để làm nước ép trái cây. Vỏ của quả táo tây khi chín thường có màu đỏ, vàng, lục, hồng, hoặc màu rám nắng, mặc dù nhiều giống có hai hoặc ba màu. Vỏ quả cũng có thể bị rám toàn bộ hoặc một phần, tức là thô ráp và có màu nâu. Vỏ được bao phủ bởi một lớp sáp biểu bì. Phần vỏ quả ngoài (dính cùi quả) thường có màu trắng vàng nhạt đến màu hồng, cũng có loại táo tây có vỏ quả ngoài màu vàng hoặc xanh lá cây.

### Tổ tiên hoang dại
Tổ tiên hoang dại của Malus domestica là Malus sieversii được tìm thấy mọc hoang ở vùng núi Trung Á tại miền nam Kazakhstan, Kyrgyzstan, Tajikistan và Tân Cương (Trung Quốc). Việc trồng loài này rất có thể đã bắt đầu từ các khu rừng trên sườn núi của dãy Thiên Sơn, tiến triển trong một thời gian dài và cho phép lai nhập gen thứ cấp các gen từ các loài khác vào các hạt giống thụ phấn mở. Việc trao đổi di truyền đáng kể với Malus sylvestris, một loài táo dại châu Âu, dẫn đến kết quả là các quần thể táo tây hiện nay có liên hệ nhiều đến táo dại châu Âu hơn là tổ tiên giống Malus sieversii, dù về hình thái học thì nó gần với tổ tiên hơn. Trong các dòng táo gần đây thì không có xáo trộn di truyền, sự đóng góp của Malus sieversii vẫn chiếm ưu thế.

### Bộ gen
Táo tây là loài cây lưỡng bội (mặc dù các giống cây tam bội không phải là hiếm), có 2n = 34 nhiễm sắc thể và kích thước bộ gen ước tính xấp xỉ 650 Mb. Một số trình tự gen đã được giải sẵn, lần đầu tiên là vào năm 2010 dựa trên giống cây lưỡng bội 'Golden Delicious'. Tuy nhiên, trình tự bộ gen đầu tiên này hóa ra có chứa một số lỗi, một phần là do mức độ mất tính dị hợp tử cao ở táo lưỡng bội, kết hợp với một đoạn lặp của bộ gen cổ xưa, dẫn đến việc giải trình tự gen phức tạp hơn. Gần đây, các giống lưỡng bội và tam bội đã được xác định trình tự, do đó tạo ra trình tự toàn bộ bộ gen có chất lượng cao hơn.
Toàn bộ bộ gen đầu tiên được ước tính chứa khoảng 57.000 gen, mặc dù các trình tự gen gần đây đã cung cấp một ước tính vừa phải hơn từ 42.000 đến 44.700 gen mã hóa protein. Bên cạnh đó, toàn bộ trình tự bộ gen sẵn có đã cung cấp bằng chứng cho thấy tổ tiên hoang dại của táo trồng rất có thể là Malus sieversii. Việc tái giải trình tự qua nhiều lần đã củng cố cho nhận định này, đồng thời cũng cho thấy sự lai nhập gen sâu rộng từ Malus sylvestris sau khi M. sieversii được thuần hóa.

## Lịch sử

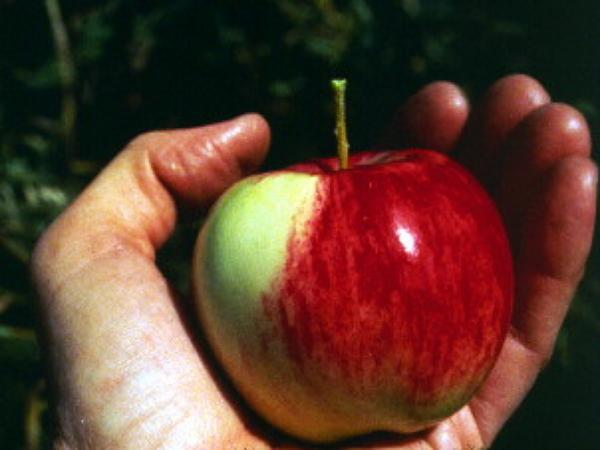
Táo dại Malus sieversii ở Kazakhstan

Malus sieversii được công nhận là loài tổ tiên chính của táo tây trồng, và là loài tương tự về hình thái học. Do sự biến đổi di truyền của táo tây ở Trung Á, khu vực này thường được coi là trung tâm xuất xứ của chúng. Chúng được cho là đã được thuần hóa cách đây 4.000–10.000 năm ở vùng núi Thiên Sơn, và sau đó đã được mang dọc theo Con đường Tơ lụa để đến châu Âu, với sự lai tạo và lai nhập gen của các loại táo dại từ Siberia (M. baccata), Kavkaz (M. orientalis) và châu Âu (M. sylvestris). Chỉ có M. sieversii mọc ở sườn tây của dãy núi Thiên Sơn góp phần di truyền vào giống táo thuần hóa, chứ không phải do quần thể táo dại bị cô lập ở sườn đông.
Táo mềm Trung Quốc, chẳng hạn như M. asiatica và M. prunifolia, đã được trồng làm món táo tráng miệng trong hơn 2.000 năm ở Trung Quốc. Chúng được cho là các con lai của M. baccata và M. sieversii từ Kazakhstan.
Các đặc điểm của táo tây được người trồng lựa chọn là kích thước, độ chua của quả, màu sắc, độ chắc thịt và lượng đường hòa tan. Khác với các loại trái cây thuần hóa, loài táo dại M. sieversii ban đầu có kích thước chỉ nhỏ hơn một chút so với loại táo thuần hóa hiện đại.
Tại địa điểm Sammardenchia-Cueis gần Udine ở đông bắc nước Ý, hạt của một số dạng táo tây đã được tìm thấy trong các vật dụng được định tuổi khoảng 4.000 năm trước Công nguyên. Phương pháp phân tích di truyền vẫn chưa thành công trong việc sử dụng nhằm xác định rõ liệu những quả táo cổ đại này là táo dại Malus sylvestris hay Malus domesticus chứa loài tổ tiên Malus sieversii. Tựu trung, khó có thể phân biệt được giữa táo dại hái lượm và táo trồng trong hồ sơ khảo cổ học.
Đã có bằng chứng gián tiếp về việc trồng táo vào thiên niên kỷ thứ ba trước Công nguyên ở vùng Trung Đông. Ở châu Âu trong thời kỳ cổ đại đã có sản lượng táo đáng kể, và việc chiết ghép chắc chắn đã được biết đến trong thời gian sau đó. Chiết ghép là một phần thiết yếu trong hoạt động sản xuất táo thuần hóa hiện đại để có thể nhân giống ra những cây trồng tốt nhất; hiện nay vẫn chưa rõ việc chiết ghép cây táo được phát minh khi nào.
Táo thời vụ mùa đông được hái vào cuối mùa thu và được bảo quản bằng cách đông lạnh, chúng đã là một loại thực phẩm quan trọng ở châu Á và châu Âu trong nhiều thiên niên kỷ. Trong số rất nhiều loài cây trồng ở Cựu thế giới mà người Tây Ban Nha đưa đến quần đảo Chiloé vào thế kỷ 16, cây táo đặc biệt thích nghi tốt. Táo được du nhập vào Bắc Mỹ bởi những đoàn người thực dân vào thế kỷ 17, và vườn táo đầu tiên trên lục địa Bắc Mỹ đã được mục sư William Blaxton trồng ở Boston vào năm 1625. Loại táo duy nhất có nguồn gốc từ Bắc Mỹ là táo cua (crab apples), từng được gọi là "táo phổ thông" (common apples).
Giống táo từ châu Âu được mang đến Mỹ làm giống đã được phổ biến dọc theo các tuyến đường thương mại của thổ dân châu Mỹ, cũng như được trồng trong các trang trại thuộc địa. Một danh mục vườn ươm táo Hoa Kỳ năm 1845 đã bán 350 cây của giống "tốt nhất", cho thấy sự sinh sôi mạnh mẽ của các giống táo mới ở Bắc Mỹ vào đầu thế kỷ 19. Vào thế kỷ 20, các dự án thủy lợi ở Miền đông Washington bắt đầu xây dựng, góp phần cho phép phát triển ngành công nghiệp trái cây trị giá hàng tỷ đô la, trong đó táo tây là sản phẩm hàng đầu.
Cho đến thế kỷ 20, những người nông dân đã bảo quản táo trong các hầm đất trong suốt mùa đông, nhằm mục đích tiêu thụ hoặc để bán. Việc vận chuyển bằng tàu hỏa và đường bộ được cải thiện đã thay thế cho nhu cầu bảo quản. Phương pháp bảo quản kiểm soát khí quyển được sử dụng để giữ táo tươi quanh năm. Phương pháp này sử dụng độ ẩm cao, lượng oxy thấp và mức carbon dioxide được kiểm soát để duy trì độ tươi của trái cây. Chúng được sử dụng lần đầu tiên ở Hoa Kỳ vào những năm 1960.

## Trong văn hóa châu Âu

### Pagan giáo ở Đức

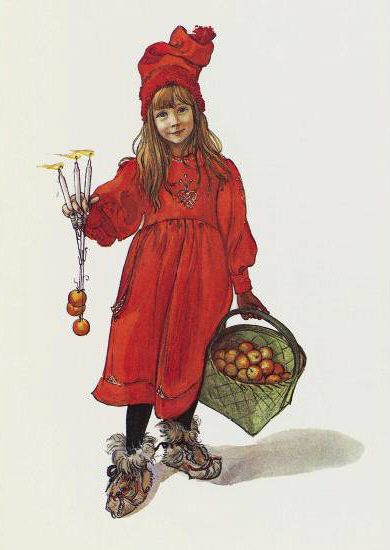
Bức họa "Brita as Iduna" (1901) của Carl Larsson minh họa nữ thần Iðunn mặc váy đỏ, một tay cầm 3 ngọn nến và tay kia cầm một giỏ táo

Trong thần thoại Bắc Âu, nữ thần Iðunn được miêu tả trong sách giáo khoa cổ Prose Edda (được viết vào thế kỷ 13 bởi tác giả Snorri Sturluson) là người cung cấp những quả táo cho các vị thần mang lại cho họ sự trẻ trung vĩnh cửu. Học giả người Anh H. R. Ellis Davidson liên hệ quả táo với các hoạt động tôn giáo trong Pagan giáo Đức mà từ đó Pagan giáo Bắc Âu phát triển. Bà cho biết những xô đựng táo đã được tìm thấy trong khu chôn cất thuyền Oseberg ở Na Uy, trái cây và quả hạch (Iðunn từng được mô tả biến thành một loại hạt trong Skáldskaparmál) đã được tìm thấy trong những ngôi mộ xưa nhất của người German ở Anh và các nơi khác trên lục địa châu Âu, chúng có thể mang một ý nghĩa tượng trưng, và ở tây nam nước Anh các loại hạt được xem là biểu tượng sinh nở.
Davidson ghi nhận mối liên hệ giữa táo và Vanir, một bộ tộc thần tiên trong thần thoại Bắc Âu có liên quan đến khả năng sinh sản, trong đó dẫn một ví dụ về Skírnir, sứ giả của thần Freyr, đã ban cho nàng Gerðr xinh đẹp 11 "quả táo vàng" để tán tỉnh nàng giúp thần. Nội dung này nằm trong Khổ 19 và 20 của Skírnismál. Davidson cũng lưu ý thêm về mối liên hệ giữa khả năng sinh sản và những quả táo trong thần thoại Bắc Âu trong chương 2 của Völsunga saga: sau khi vua Rerir cầu nguyện Odin để có con, nữ hoàng các vị thần Frigg đã gửi cho ông một quả táo, sứ giả của Frigg (trong lốt một con quạ) thả quả táo vào lòng ông khi ông đang ngồi trên đỉnh gò đất của một ngôi mộ. Việc ăn táo của vợ Rerir dẫn đến việc mang thai sáu năm và sinh (bằng mổ đẻ) ra một đứa con trai – anh hùng Völsung.
Hơn nữa, Davidson cho biết cụm từ kỳ lạ Táo của Hel được sử dụng trong một bài thơ có từ thế kỷ 11 của skald (nhà thơ của thơ truyền thống Bắc Âu) Thorbiorn Brúnarson. Bà nói rằng điều này có thể ngụ ý rằng quả táo được Brúnarson coi là thức ăn của người chết. Hơn nữa, Davidson ghi rằng nữ thần Nehalennia của Đức đôi khi được miêu tả với những quả táo và những điều tương tự khác thường thấy trong những câu chuyện cổ của người Ireland. Davidson khẳng định trong khi việc trồng táo ở Bắc Âu kéo dài ít nhất là từ thời Đế chế La Mã và việc trồng đã du nhập đến châu Âu từ Cận Đông, các giống táo bản địa mọc ở Bắc Âu đều nhỏ và có vị đắng. Davidson kết luận rằng trong diện mạo Iðunn "chúng ta phải có một hình ảnh phản chiếu lờ mờ của một biểu tượng cũ: đó là nữ thần hộ mệnh của trái cây ban sự sống của thế giới bên kia."

### Thần thoại Hy Lạp

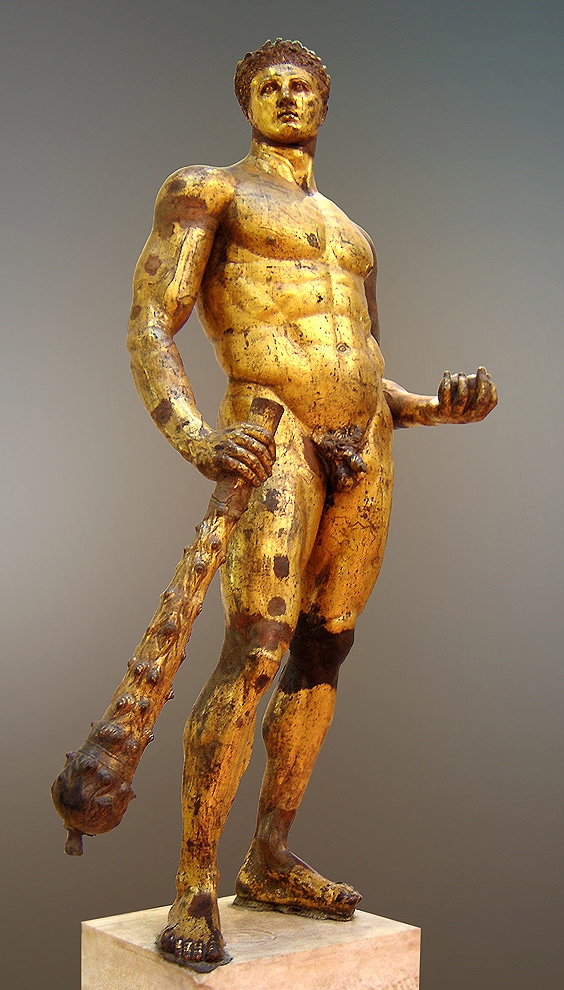
Heracles với quả táo của Hesperides

Táo xuất hiện trong nhiều tín ngưỡng truyền thống, thường là một loại trái cây thần bí hoặc trái cấm. Một vấn đề trong việc xác định quả táo trong tôn giáo, thần thoại và truyện dân gian là đến tận thế kỷ 17, từ "quả táo" vẫn còn được sử dụng như một thuật ngữ chung cho tất cả các loại trái cây, bao gồm cả quả hạch. Một ví dụ, trong thần thoại Hy Lạp, mười hai kỳ công của Heracles kể rằng anh hùng Hy Lạp Heracles được yêu cầu đi đến Khu vườn của Hesperides và hái những quả táo vàng trên Cây Sự sống mọc giữa vườn.
Nữ thần bất hòa của Hy Lạp, Eris, trở nên bất bình sau khi cô không được mời đến đám cưới của Peleus và Thetis. Để trả đũa, cô ném một quả táo vàng Bất hòa có khắc chữ Καλλίστη (Kalliste, đôi khi được phiên âm là Kallisti, nghĩa là "Cho người đẹp nhất") vào tiệc cưới. Ba nữ thần giành quả táo: Hera, Athena, và Aphrodite. Paris của thành Troia đã được chỉ định để chọn người nhận quả táo. Sau khi Paris bị cả Hera và Athena mua chuộc, Aphrodite đã cám dỗ anh ta với người phụ nữ xinh đẹp nhất thế giới, Helen của Sparta. Anh ta đã trao tặng quả táo cho Aphrodite, do đó gián tiếp gây ra Chiến tranh thành Troia.
Do đó, ở Hy Lạp cổ đại, quả táo được coi là vật linh thiêng của thần Aphrodite. Ném một quả táo vào ai đó là để tuyên bố một cách tượng trưng tình yêu của một người; và tương tự, nắm bắt quả táo là để thể hiện một cách tượng trưng sự chấp nhận của một người đối với tình yêu đó. Một bài thơ được cho là của Platon có nội dung sau:
Tôi ném quả táo vào em, và nếu em muốn yêu tôi, hãy cầm lấy nó và chia sẻ thời con gái của em với tôi; nhưng nếu suy nghĩ của em không giống những gì tôi cầu nguyện, thì hãy bắt lấy nó, và hãy xem xét vẻ đẹp ngắn ngủi như thế nào.— Plato, Epigram VII

Trong thần thoại Hy Lạp, Atalanta đã chạy thi trong một cuộc đua trước tất cả những người cầu hôn mình, nhằm cố gắng trốn tránh việc kết hôn. Cô ấy đánh bại tất cả trừ Hippomenes (còn được gọi là Melanion, một cái tên có thể bắt nguồn từ melon – "dưa", từ tiếng Hy Lạp cho cả "táo" và trái cây nói chung), anh ta đã đánh bại cô ấy bằng sự xảo quyệt chứ không phải tốc độ. Hippomenes biết rằng mình không thể chiến thắng trong một cuộc đua công bằng nên đã sử dụng ba quả táo vàng (quà tặng của Aphrodite, nữ thần tình yêu) để đánh lạc hướng Atalanta. Phải mất cả ba quả táo và cả tốc độ của mình, nhưng Hippomenes cuối cùng đã thành công, anh giành chiến thắng trong cuộc đua và cưới được Atalanta.

### Nghệ thuật Cơ Đốc giáo

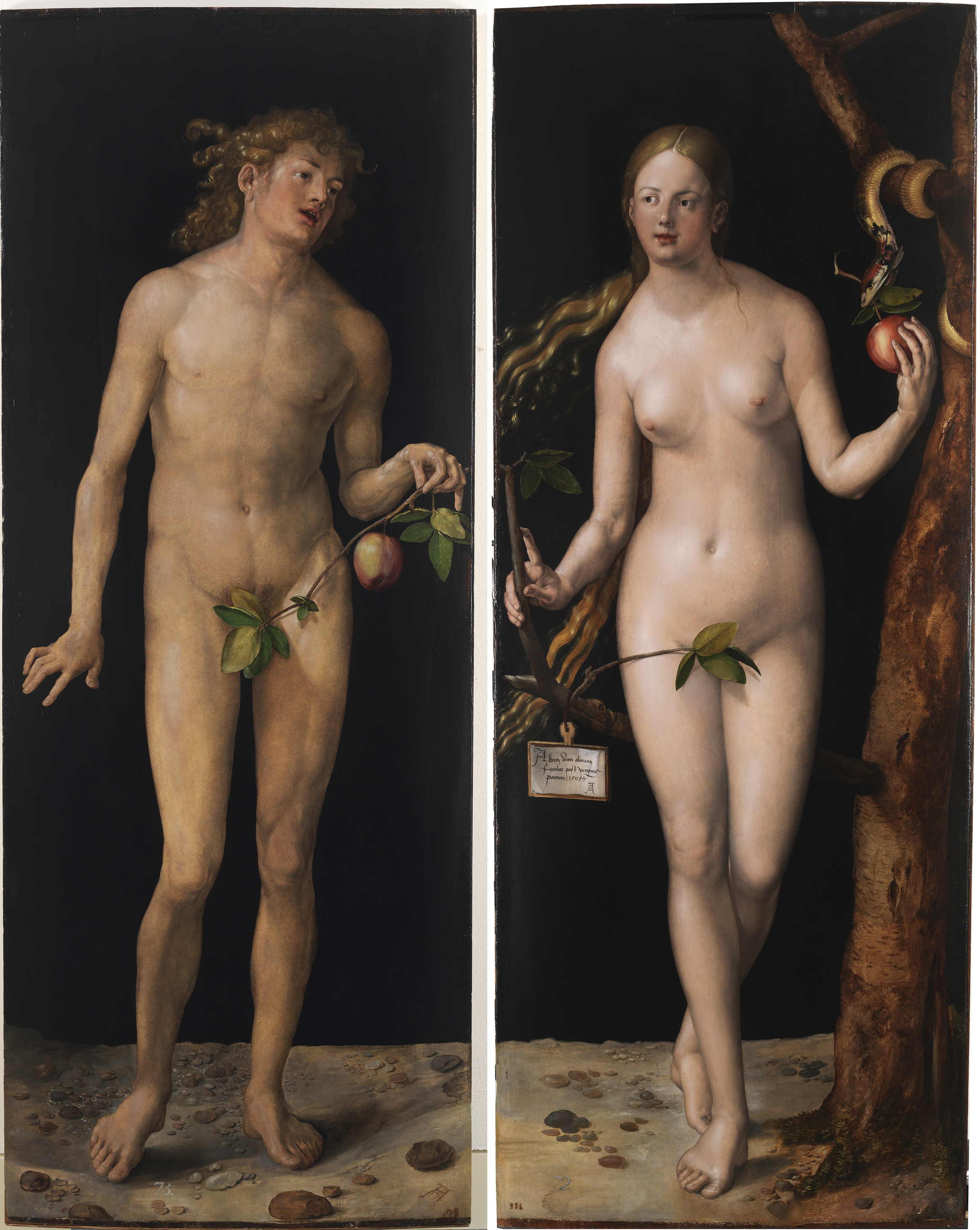
Bức họa Adam và Eva của Albrecht Dürer (1507) trưng bày quả táo như một biểu tượng của tội lỗi

Mặc dù trái cấm của Vườn Eden trong Sách Sáng Thế không được xác định, nhưng truyền thống phổ biến của Cơ đốc giáo cho rằng táo tây chính là quả mà Eva đã dụ dỗ Adam cùng ăn với cô. Nguồn gốc nhận dạng rộng rãi một loại trái cây chưa được biết đến ở Trung Đông vào thời Kinh thánh đã được tìm thấy qua sự nhầm lẫn giữa các từ tiếng Latinh mālum (quả táo) và mălum (quả ác quỷ), các từ này được viết theo kiểu thông thường là malum. Cây của trái cấm được gọi là "cây biết điều thiện và điều ác" trong Sáng thế ký 2:17 và trong tiếng Latinh "thiện và ác" có nghĩa là bonum et malum.
Các họa sĩ trong thời kỳ Phục Hưng có thể đã bị ảnh hưởng bởi câu chuyện về những quả táo vàng trong Vườn Hesperides. Kết quả là, trong câu chuyện của Adam và Eve, quả táo trở thành biểu tượng cho tri thức, sự bất tử, sự cám dỗ, sự sa ngã của con người vào tội lỗi và chính tội lỗi. Thanh quản trong cổ họng của con người đã được gọi là "quả táo của Adam" vì một quan niệm cho rằng nó được tạo ra bởi miếng trái cấm còn lại kẹt trong cổ họng của Adam. Quả táo là biểu tượng của sự quyến rũ tình dục, chúng đã được sử dụng để ám chỉ tình dục của con người có thể theo một cách mỉa mai.

## Giống

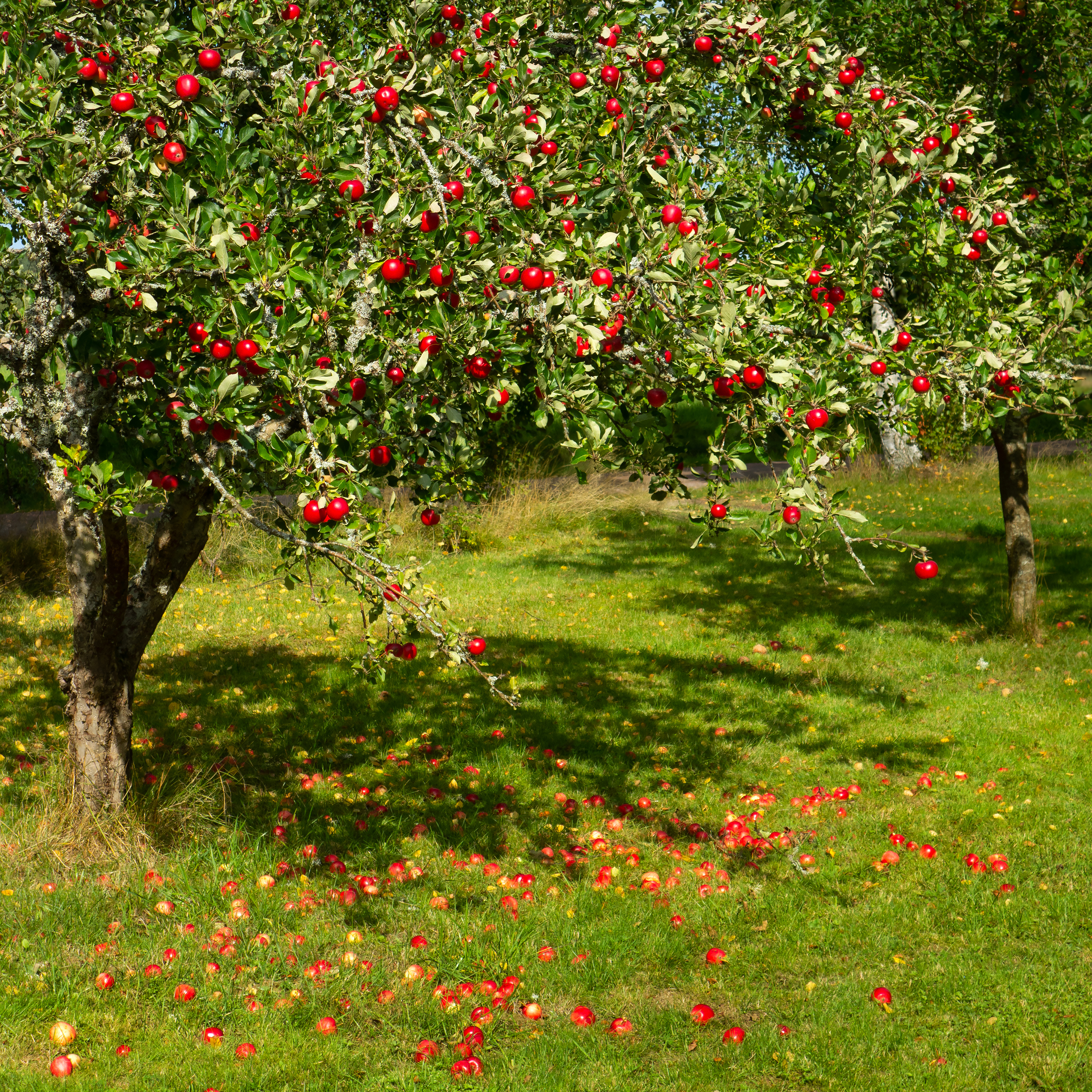
Táo trên cây

Hiện nay có hơn 7.500 giống táo tây (thứ cây trồng). Các giống táo trồng khác nhau về năng suất và kích thước tối đa của cây, kể cả khi chúng được trồng cùng một gốc ghép. Môi trường khí hậu ôn đới và cận nhiệt đới có nhiều giống táo tây khác nhau. Trong Bộ sưu tập Trái cây Quốc gia (National Fruit Collection) của Vương quốc Anh (UK's National Fruit Collection) do Bộ Môi trường, Thực phẩm và Nông thôn quản lý, cơ quan này đã sưu tầm hơn 2.000 giống táo tây trồng tại Kent. Đại học Reading, chịu trách nhiệm phát triển cơ sở dữ liệu sưu tập quốc gia của Vương quốc Anh, cung cấp khả năng tiếp cận để tìm kiếm về các bộ sưu tập quốc gia. Công trình của Đại học Reading là một phần trong Chương trình Hợp tác Châu Âu về Tài nguyên Di truyền Thực vật (European Cooperative Programme for Plant Genetic Resources), trong đó có 38 quốc gia tham gia vào nhóm nghiên cứu chi Hải đường.
Cơ sở dữ liệu sưu tập trái cây quốc gia của Vương quốc Anh chứa đựng nhiều thông tin về đặc điểm và nguồn gốc của nhiều loại táo tây, bao gồm tên thay thế cho tên khoa học của các giống táo tây. Hầu hết các giống này được lai tạo để ăn tươi (táo tráng miệng), mặc dù một số được trồng đặc biệt để nấu ăn (táo nấu ăn) hoặc sản xuất rượu táo. Táo rượu thường quá chua và chát để ăn tươi, nhưng chúng mang lại cho đồ uống một hương vị đậm đà mà táo tráng miệng không thể làm được.
Các giống táo phổ biến trên thị trường thường có thịt quả mềm nhưng chắc. Các tiêu chí chất lượng khác trong việc nhân giống táo tây thương mại hiện nay là vỏ có màu sắc sặc sỡ, không bị dập, dễ vận chuyển, khả năng bảo quản lâu, năng suất cao, kháng bệnh tốt, hình dạng quả táo thông dụng và hương thơm khuếch tán. Táo tây hiện đại nói chung ngọt hơn so với các giống táo tây cũ trước kia, phù hợp thị hiếu hương vị phổ biến theo thời gian. Hầu hết người dân Bắc Mỹ và châu Âu ưa chuộng loại táo ngọt, một chút acid chua, nhưng táo chua cũng có một số ít người tìm mua. Loại táo cực ngọt hầu như không có vị acid nào thì lại phổ biến ở châu Á, đặc biệt là tiểu lục địa Ấn Độ.
Những giống táo tây trồng trước kia thường có hình dáng quả kỳ dị, kết cấu và màu sắc đa dạng và hay bị dập. Một số giống có hương vị thơm ngon hơn các giống hiện đại, nhưng chúng có các vấn đề khác khiến chúng có năng suất thương mại thấp, dễ nhiễm bệnh, khả năng bảo quản hay vận chuyển kém, hoặc kích thước "không chuẩn". Một số giống cũ vẫn còn được sản xuất trên quy mô lớn, nhiều giống vẫn được bảo tồn bởi các nhà vườn và nông dân và chúng được bán trực tiếp tại thị trường địa phương nơi chúng được trồng. Nhiều giống khác và các giống quan trọng trồng ở nhiều địa phương mang hương vị và vẻ ngoài độc đáo. Các chiến dịch bảo tồn táo tây đã diễn ra trên khắp thế giới nhằm bảo tồn những giống trồng địa phương khỏi bị tuyệt chủng. Ở Vương quốc Anh, các giống cây trồng cũ như 'Cox's Orange Pippin' và 'Egremont Russet' vẫn quan trọng về mặt thương mại, mặc dù theo tiêu chuẩn hiện nay, chúng cho năng suất thấp và dễ bị nhiễm bệnh.

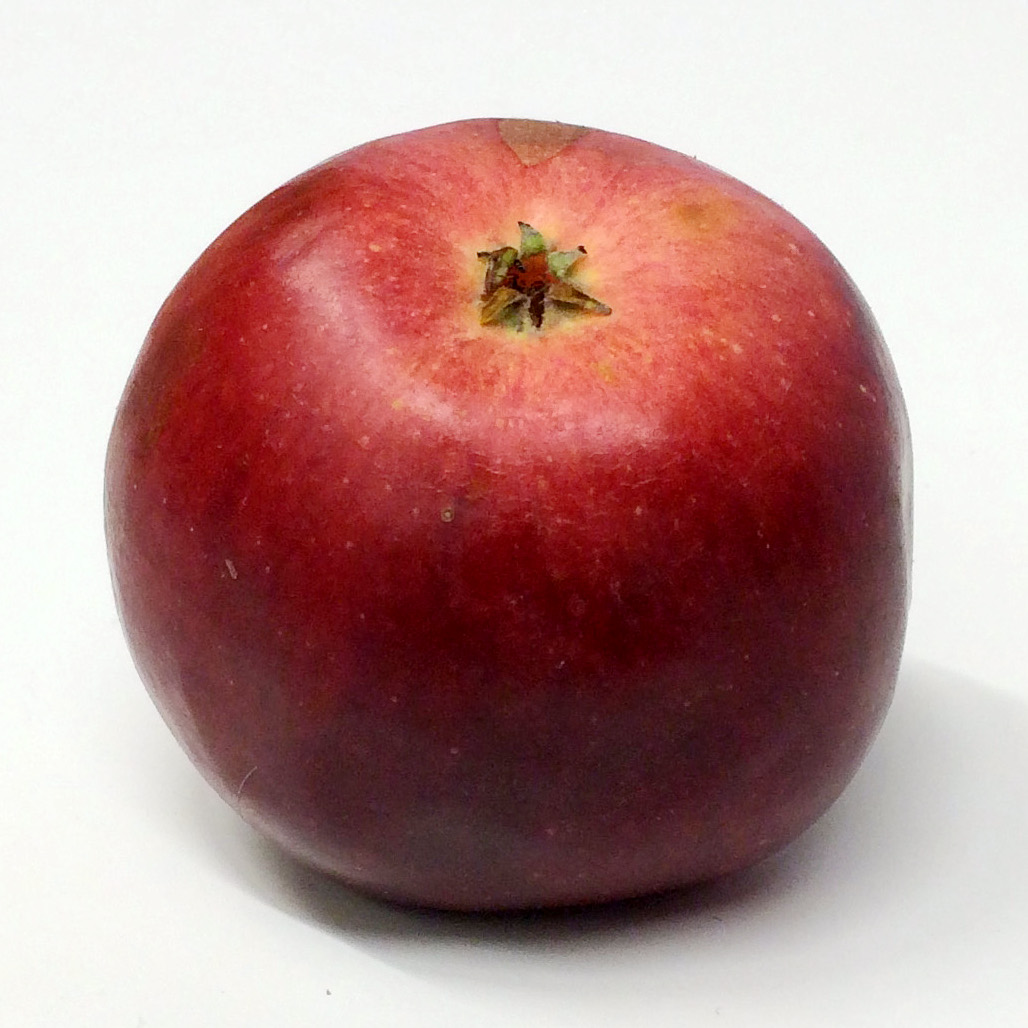
'Alice'
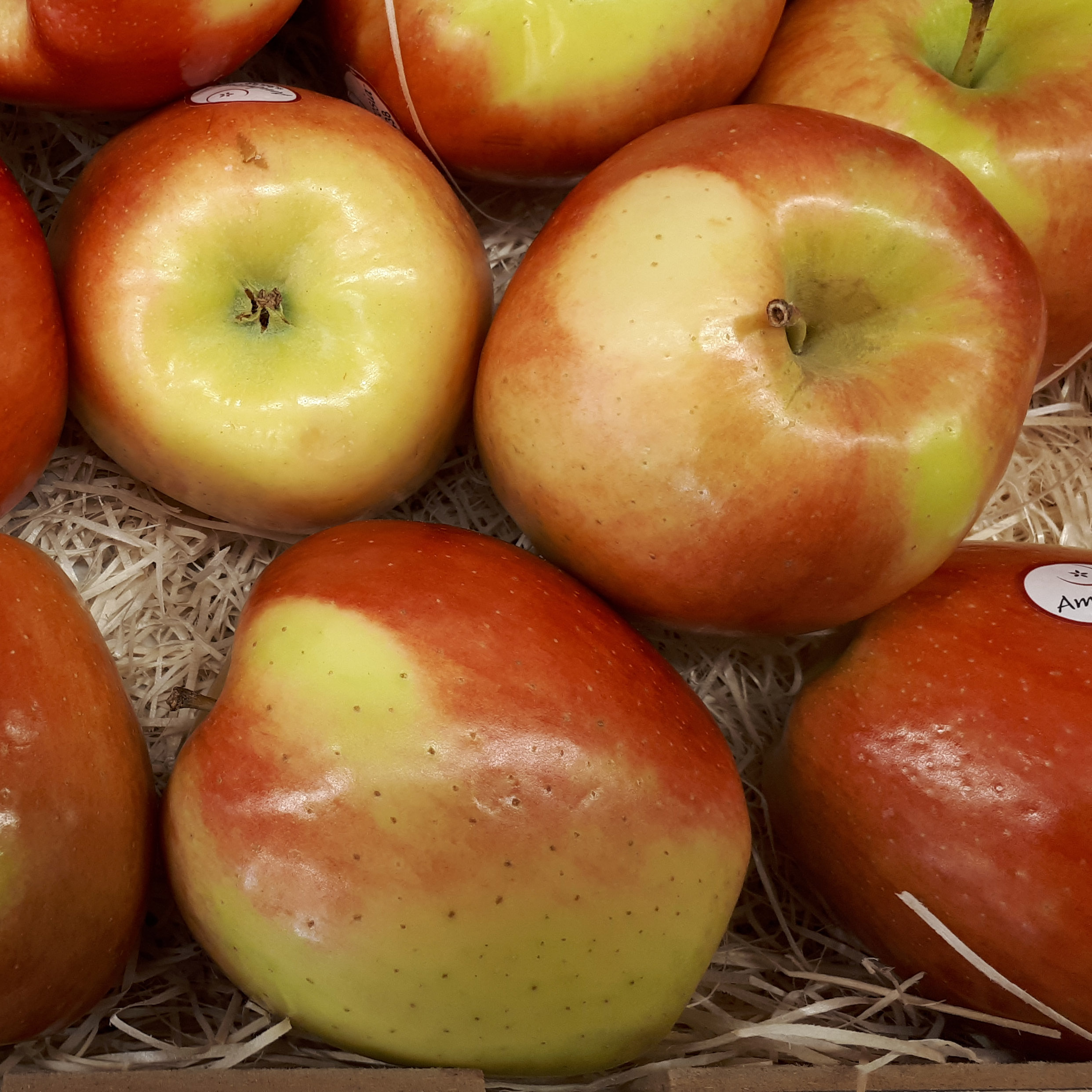
'Ambrosia'
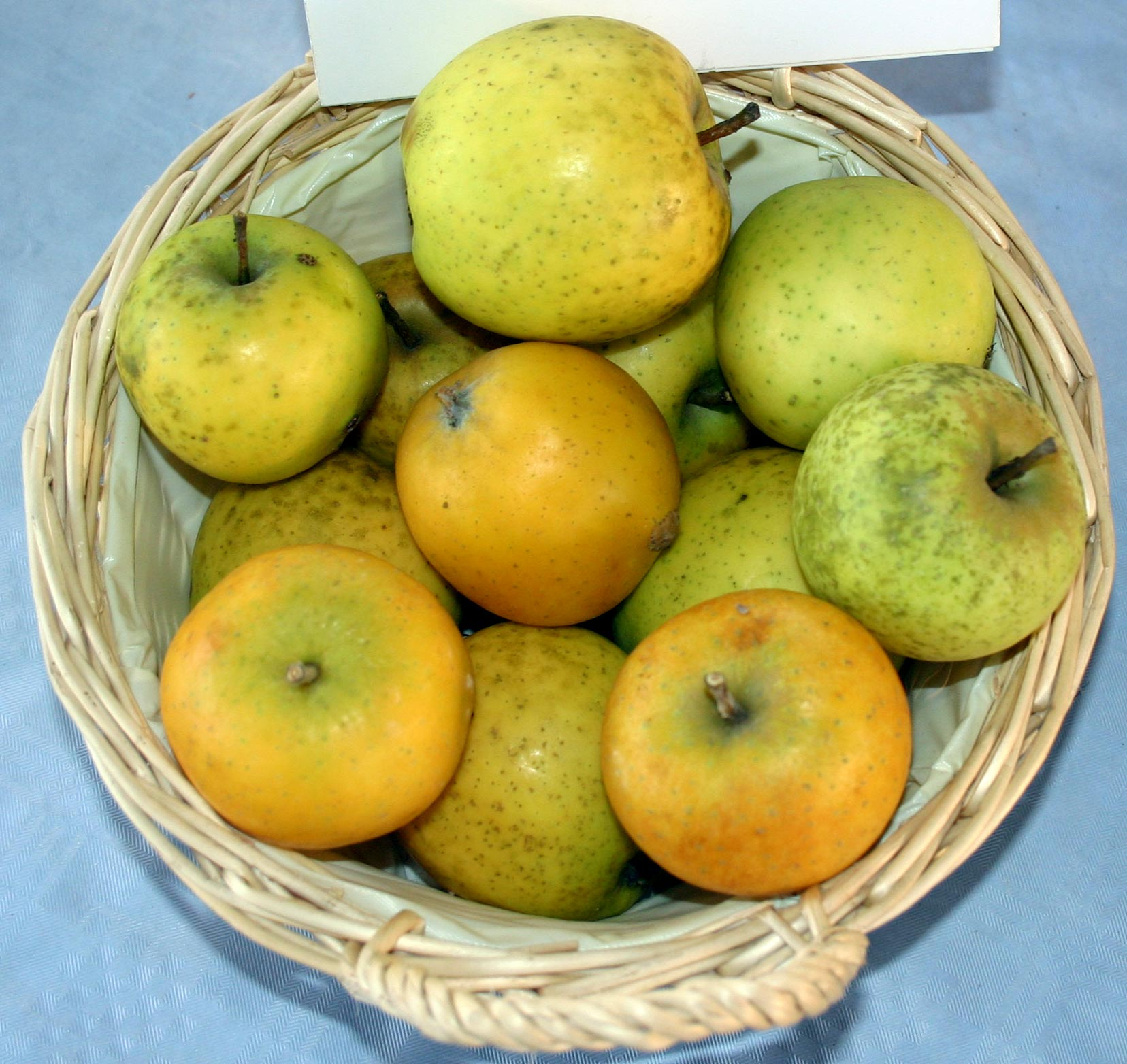
'Ananasrenette'
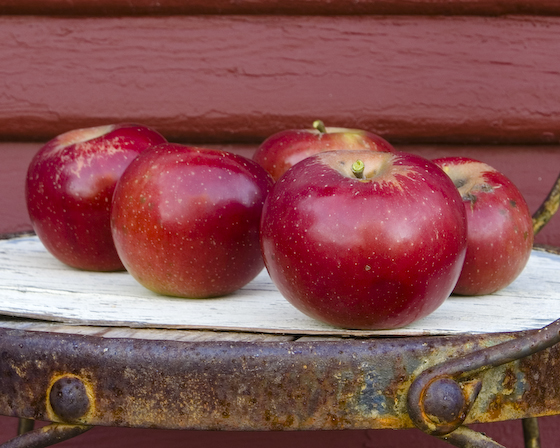
'Arkansas Black'
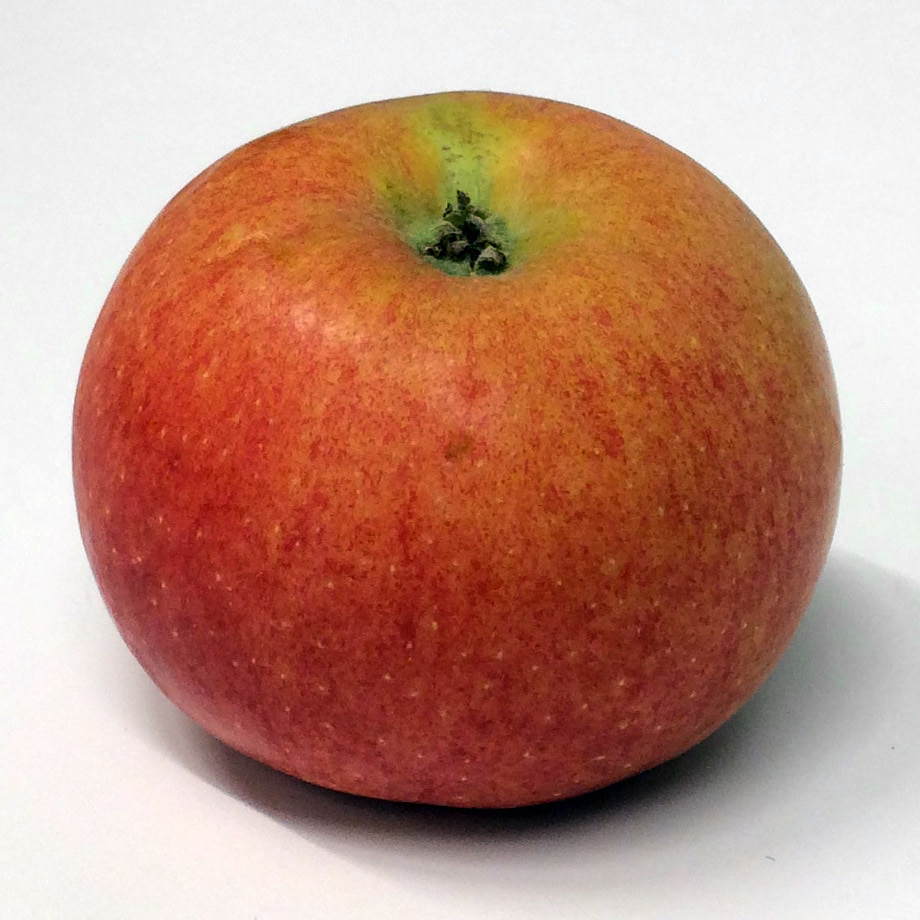
'Aroma'
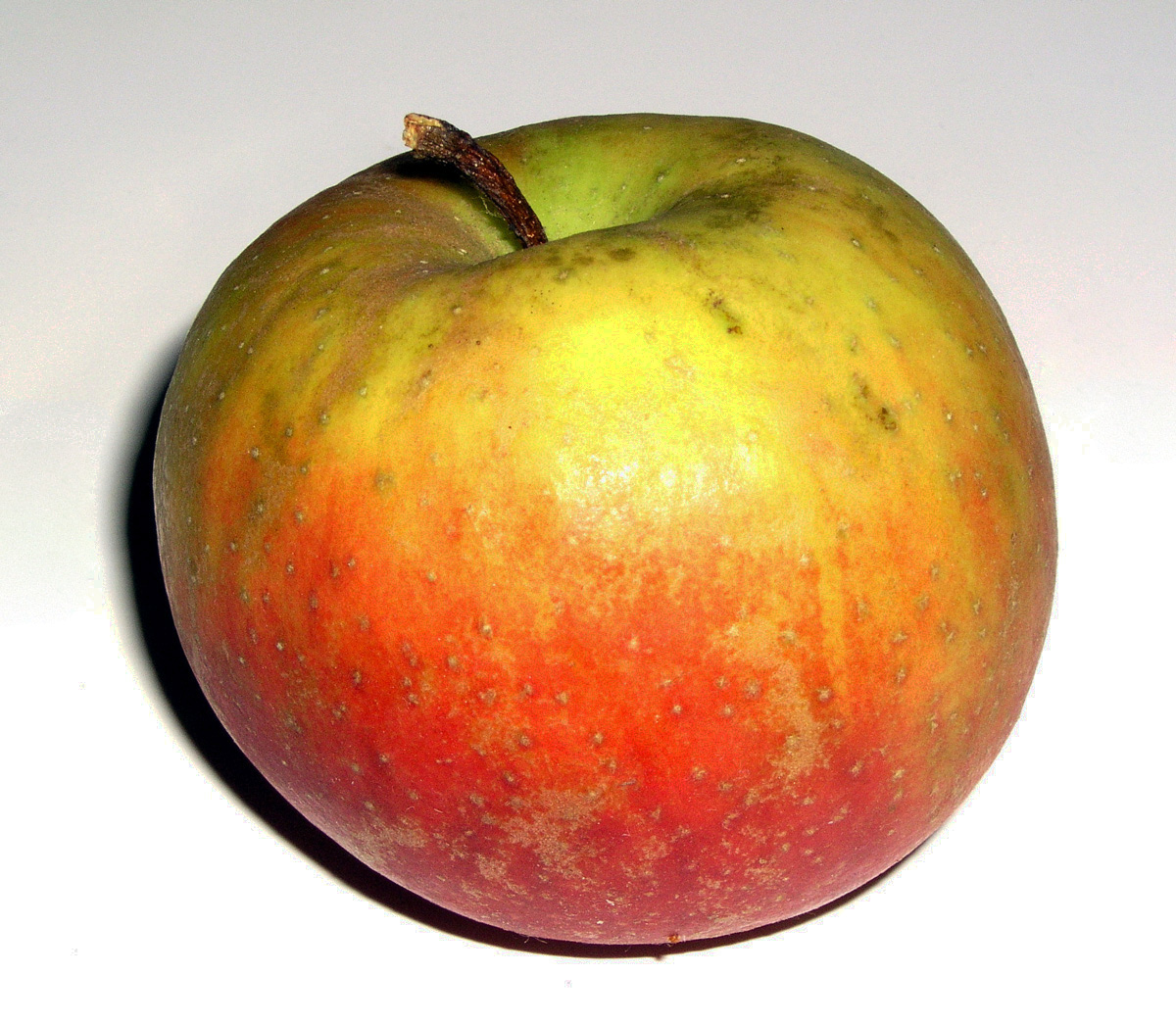
'Belle de Boskoop'
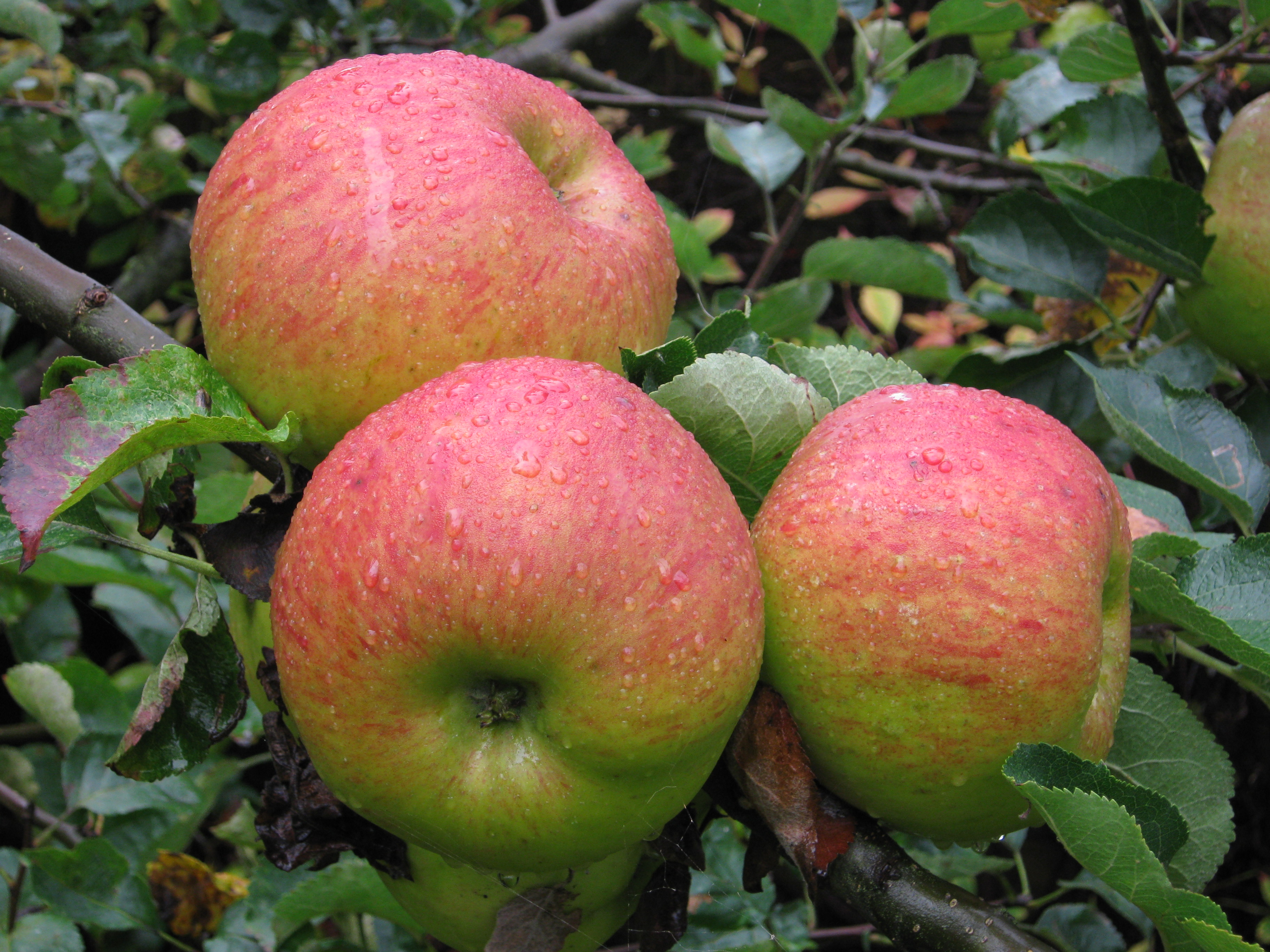
'Bramley'
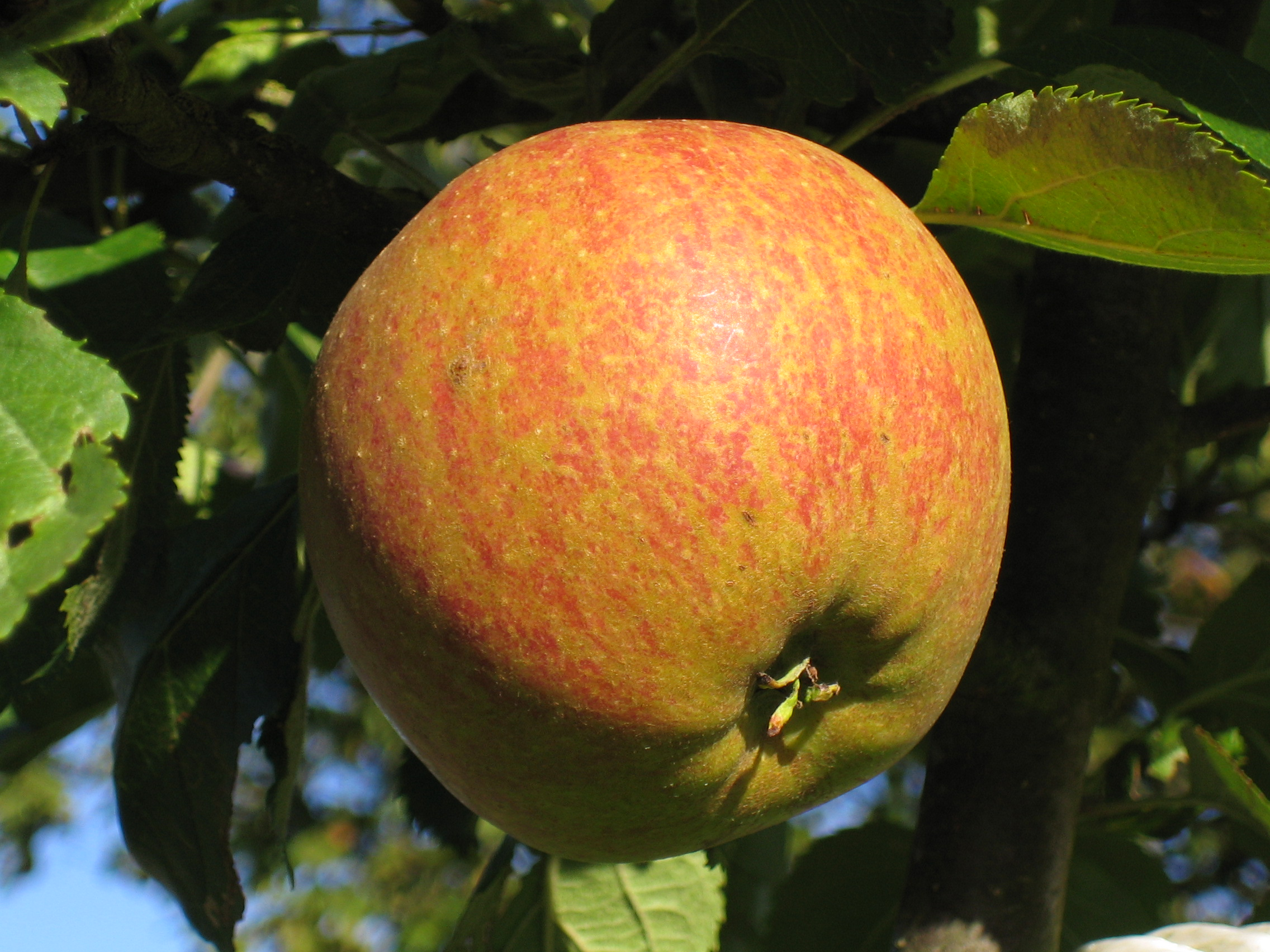
'Cox's Orange Pippin'
'Cox Pomona'
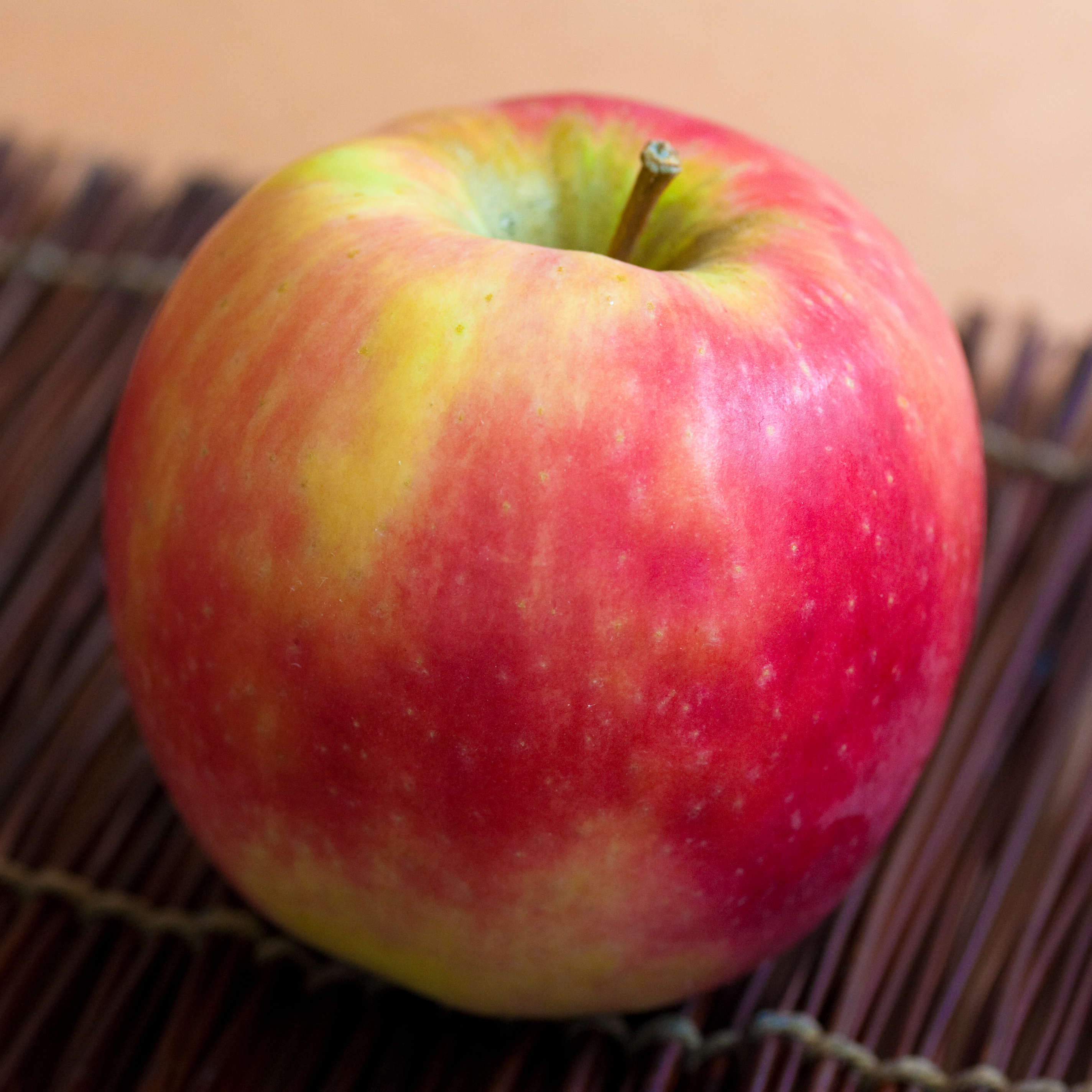
'Cripps Pink'
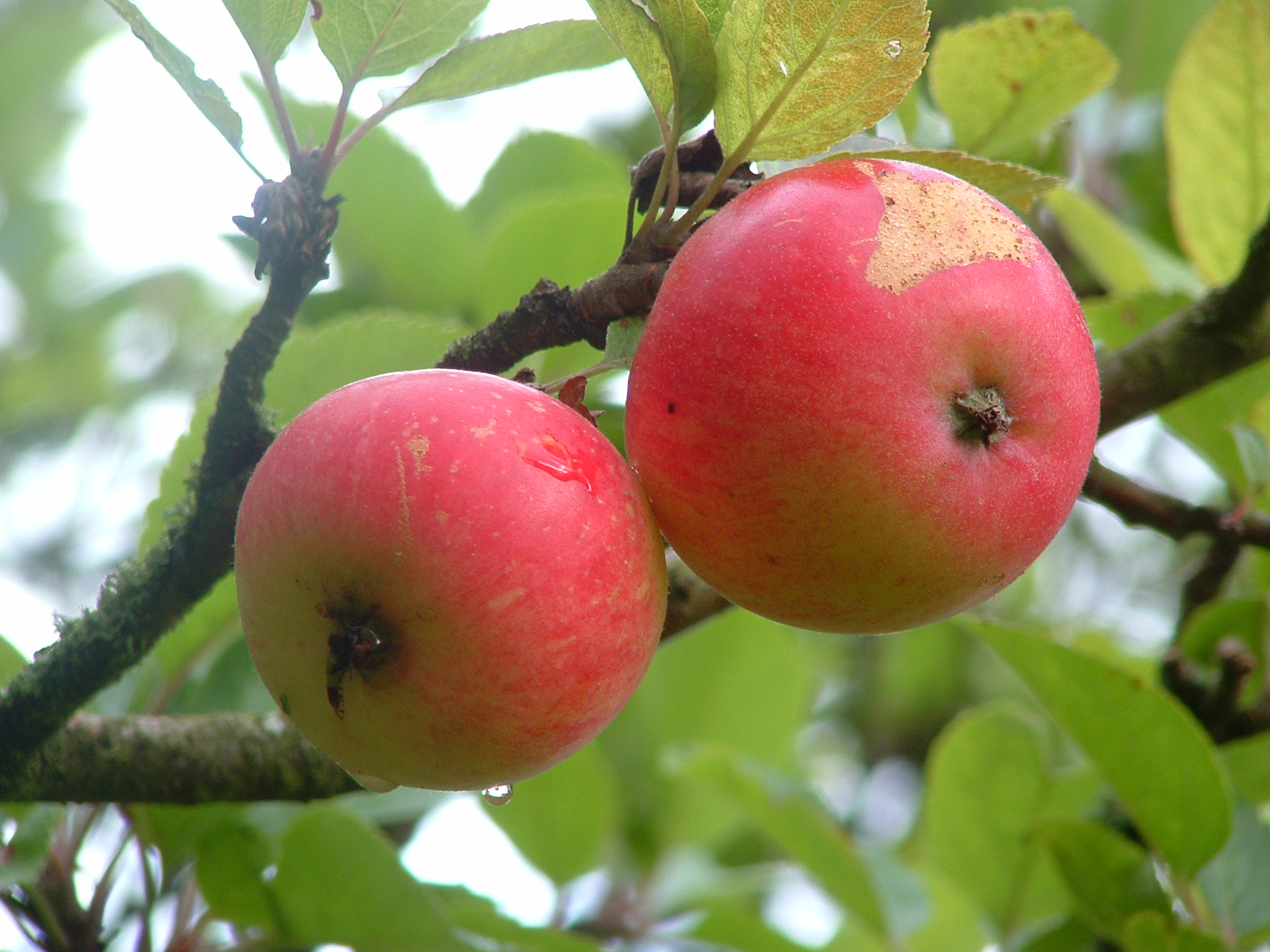
'Discovery'
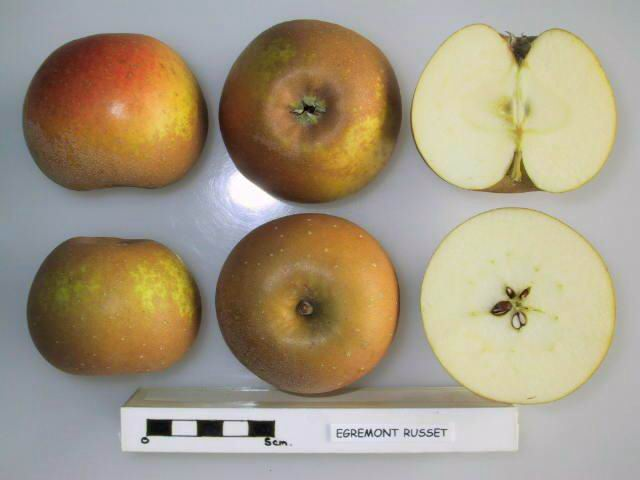
'Egremont Russet'
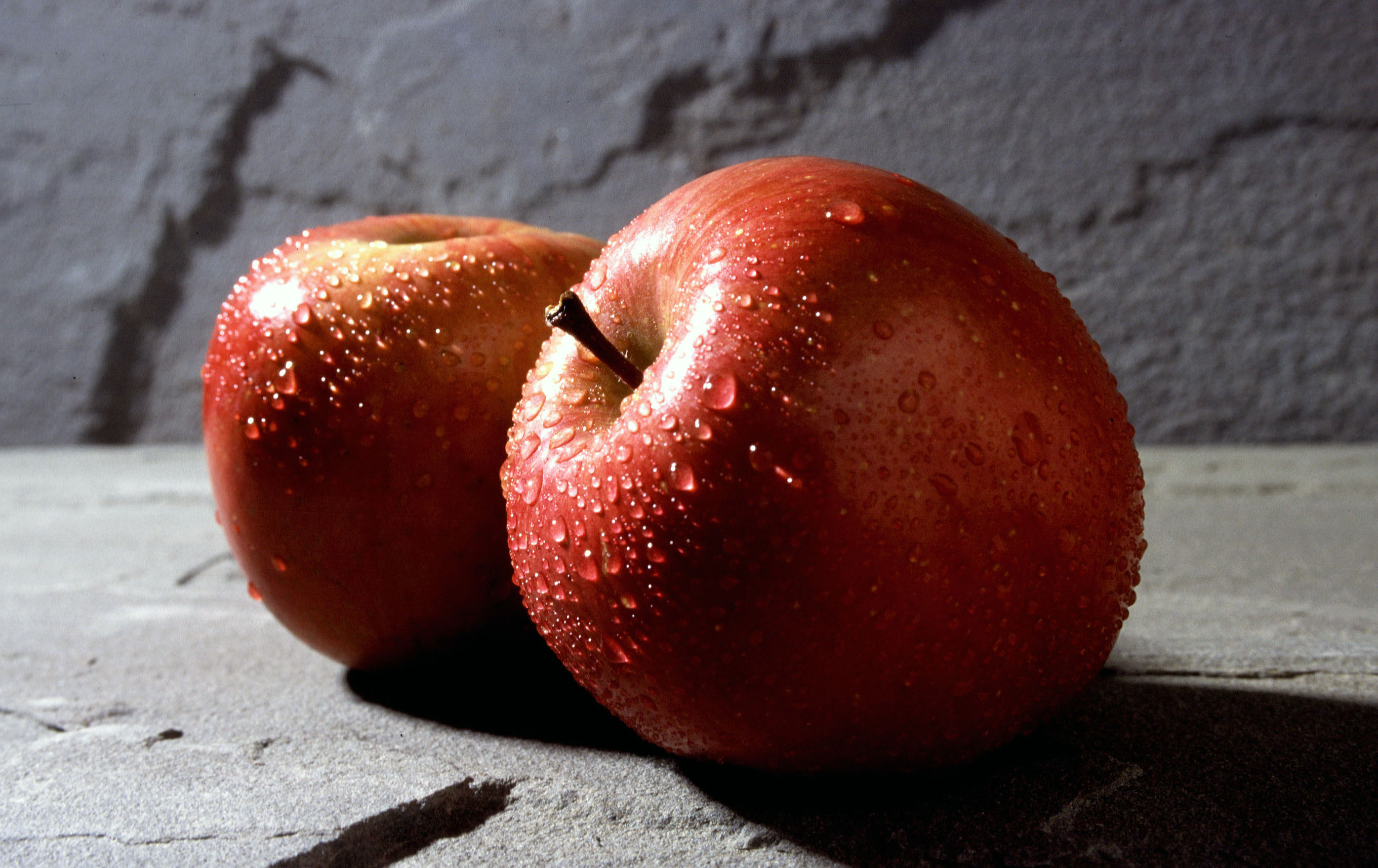
'Fuji'
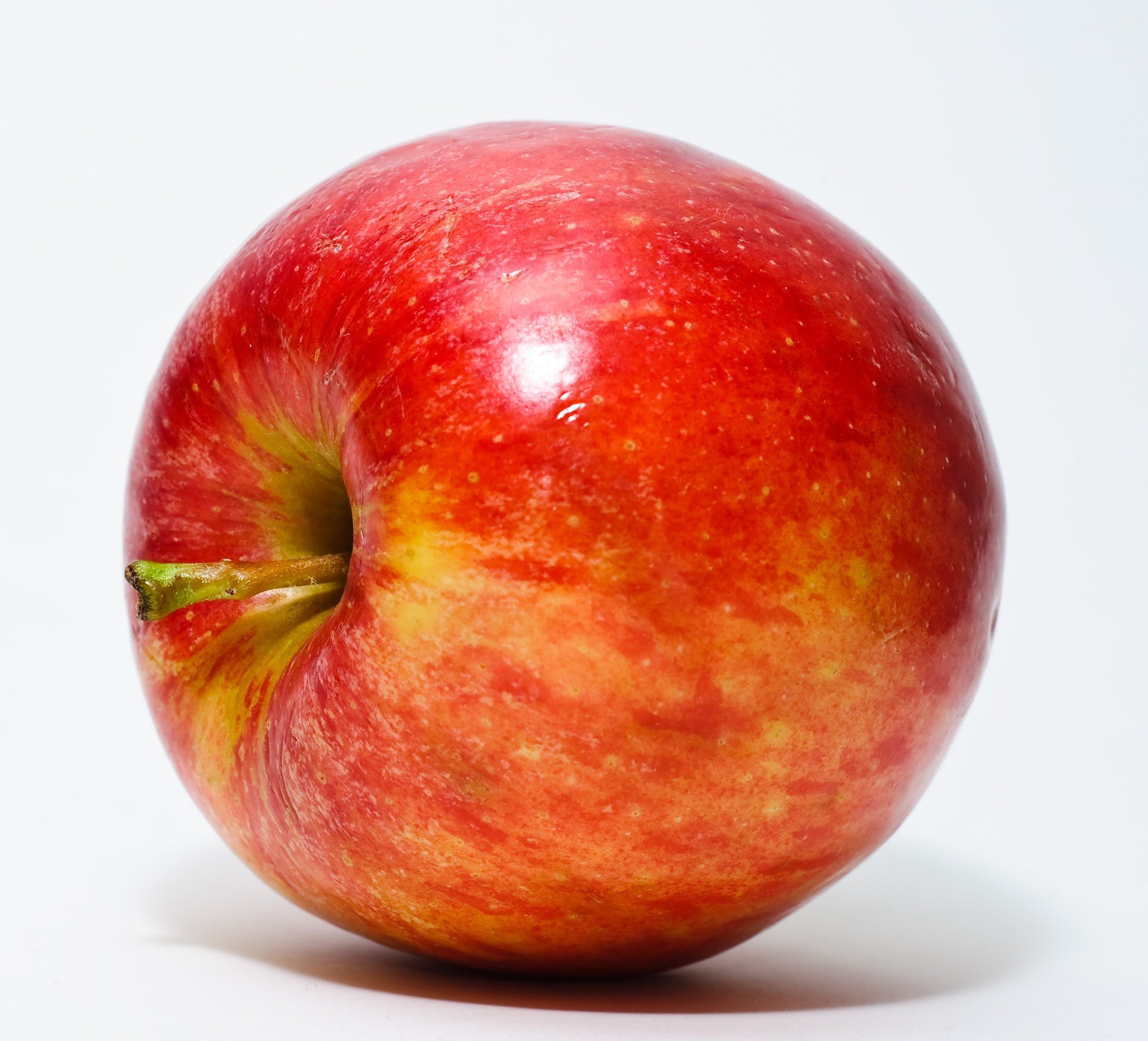
'Gala'
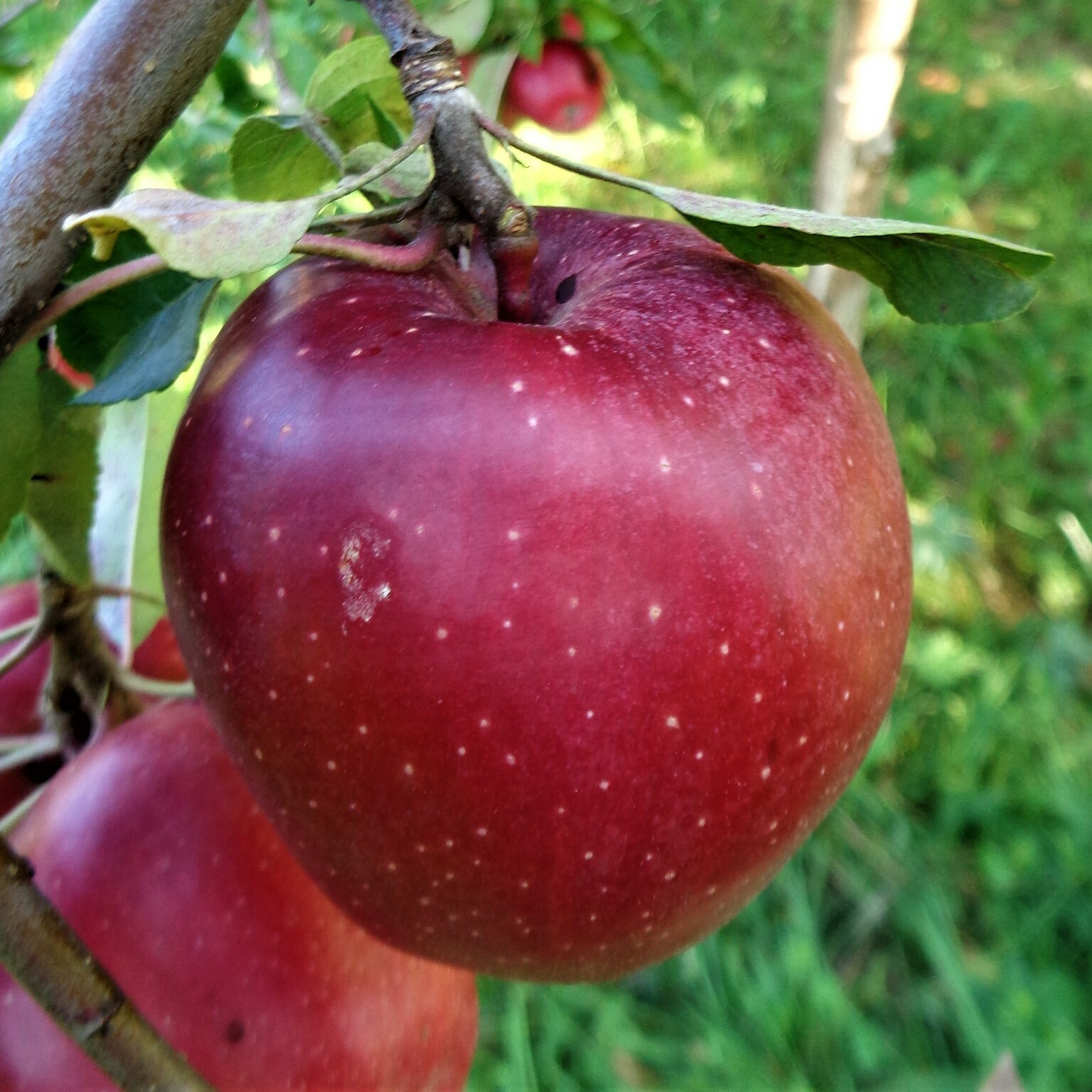
'Gloster'
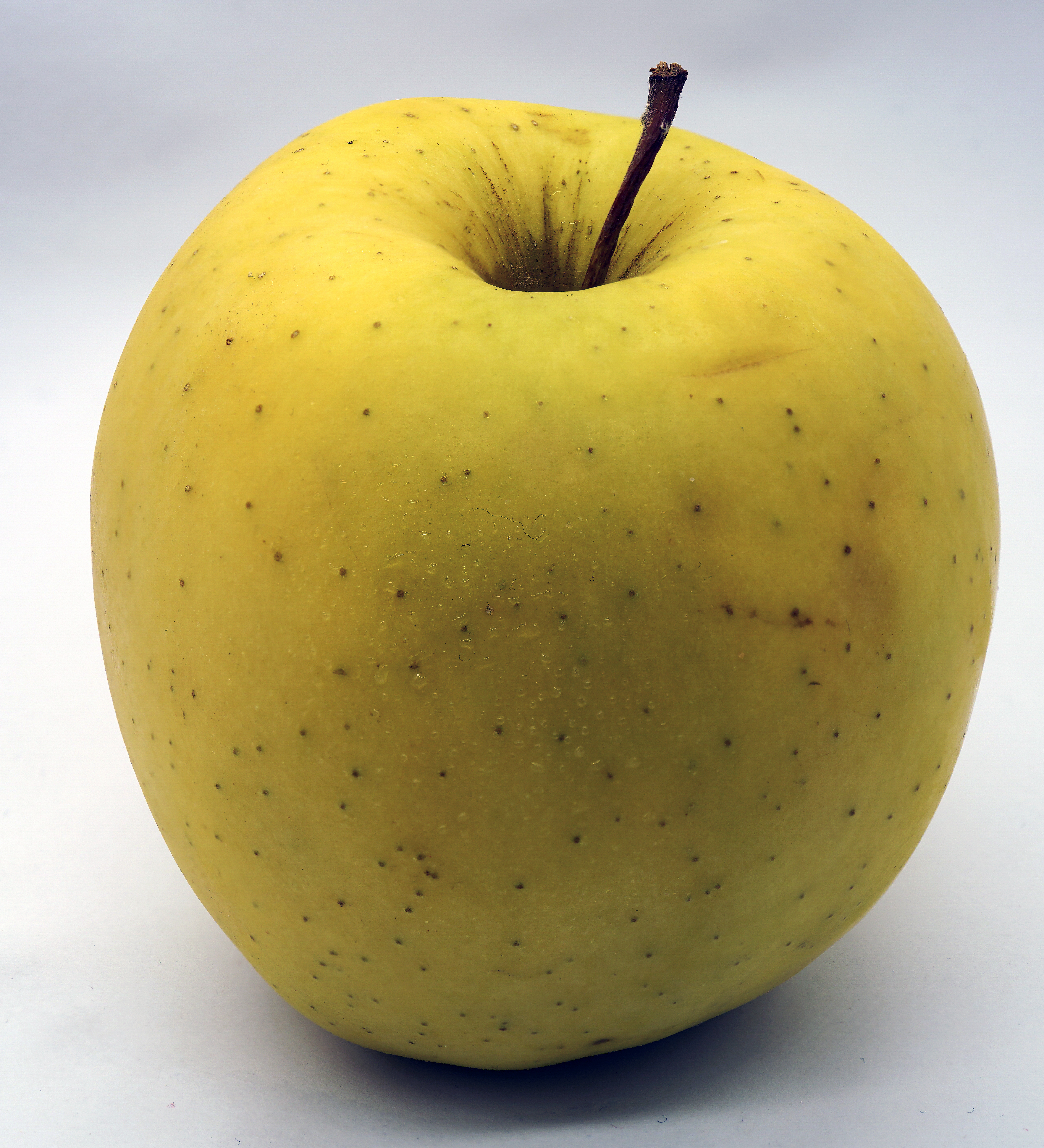
'Golden Delicious'
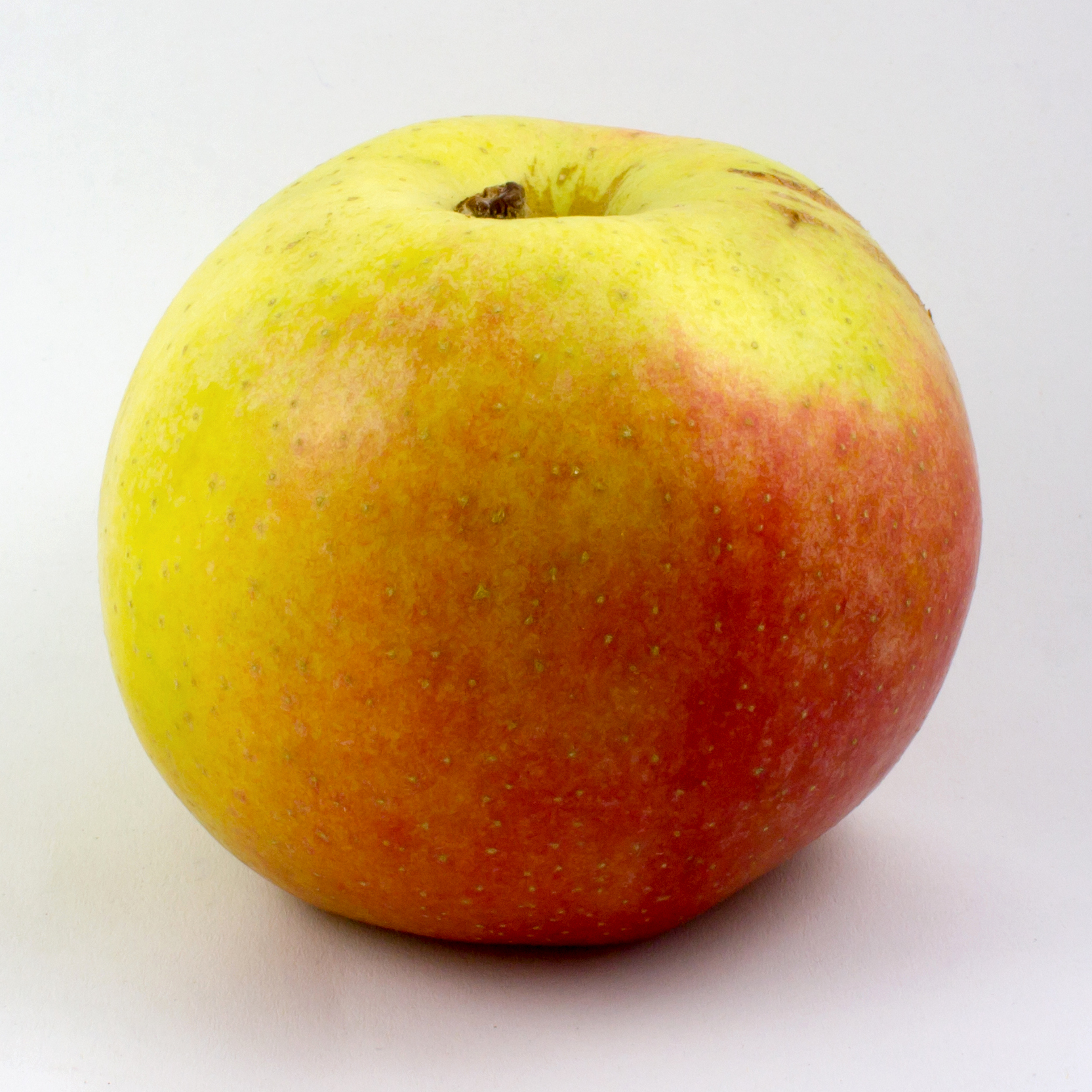
'Goldrenette' (Reinette)
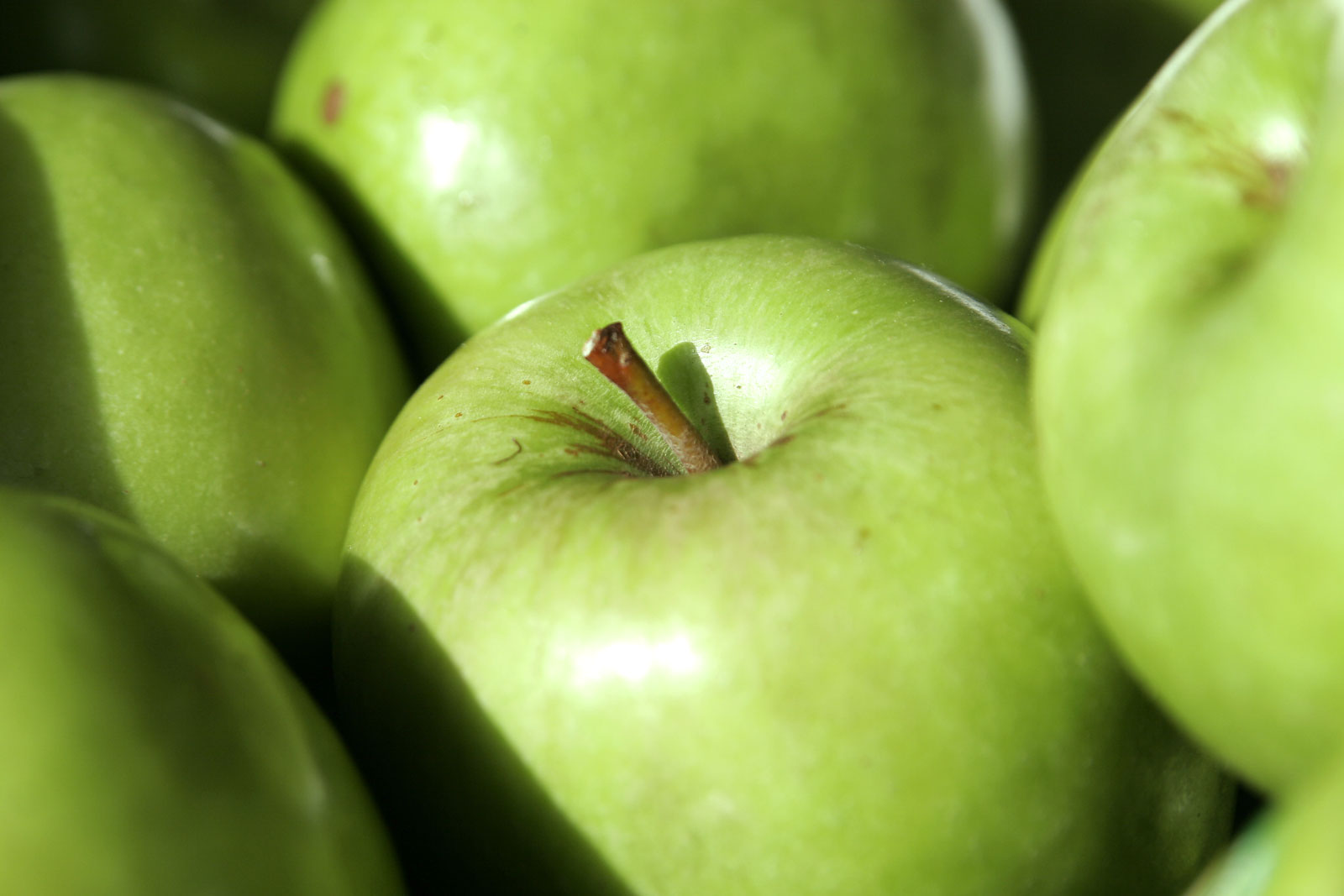
'Granny Smith'
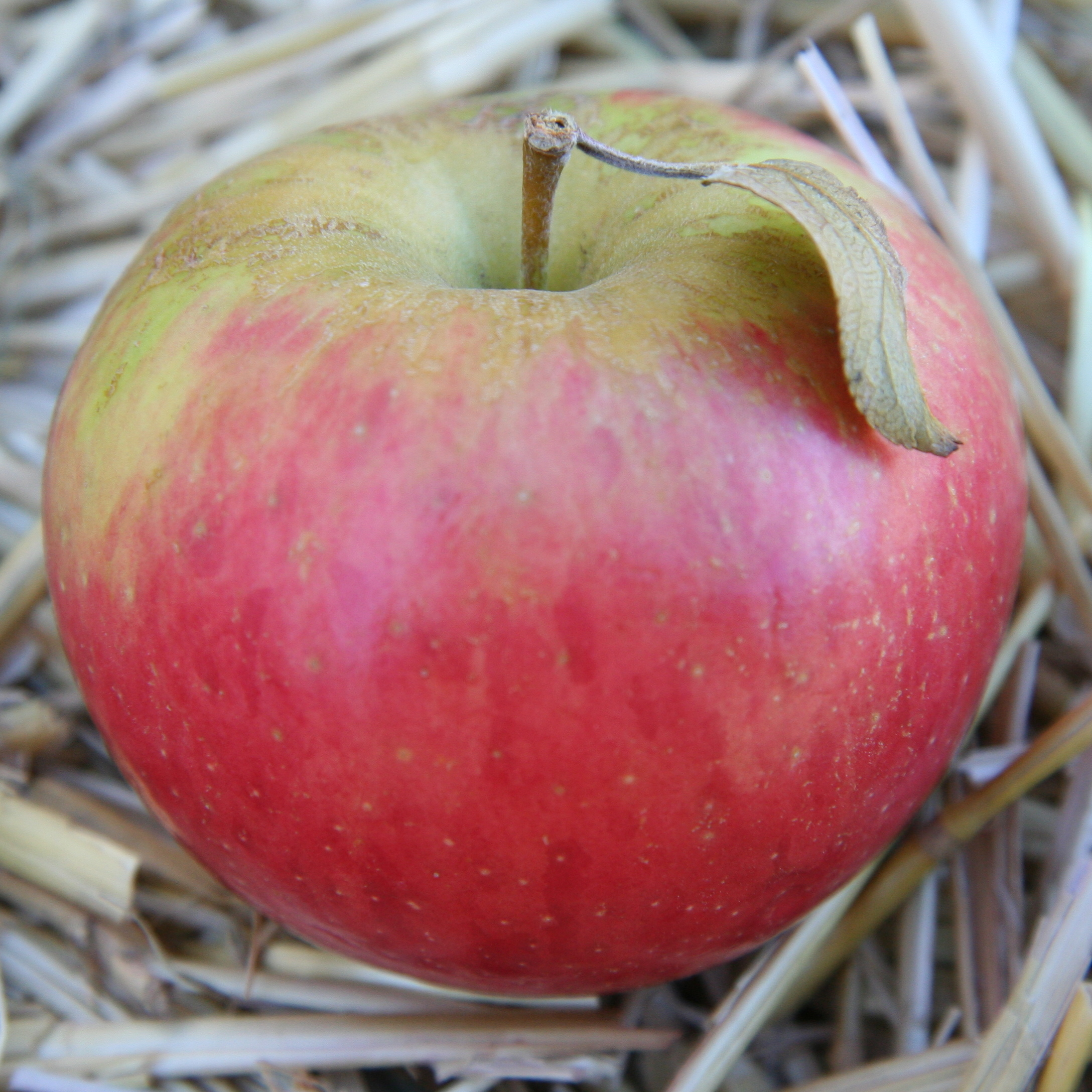
'Honeycrisp'
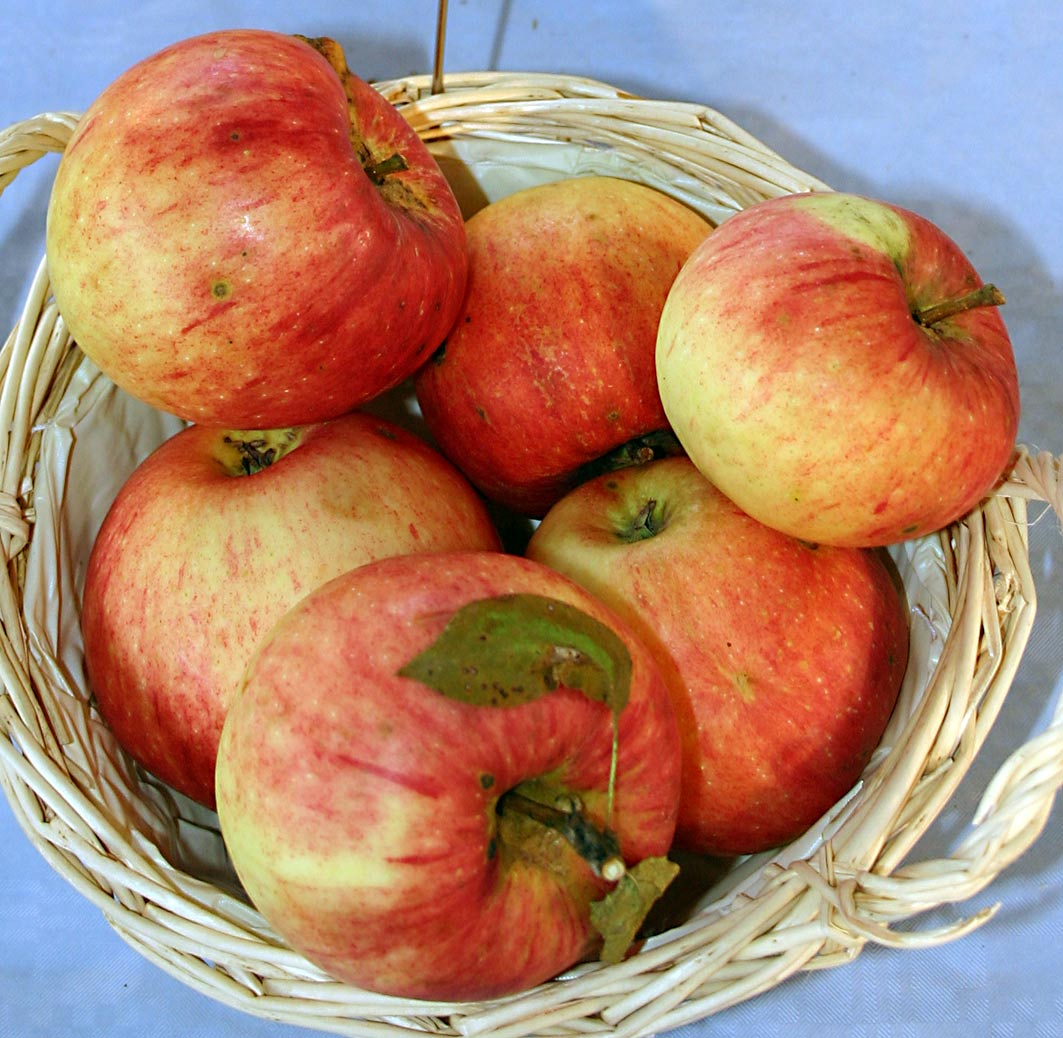
'James Grieve'
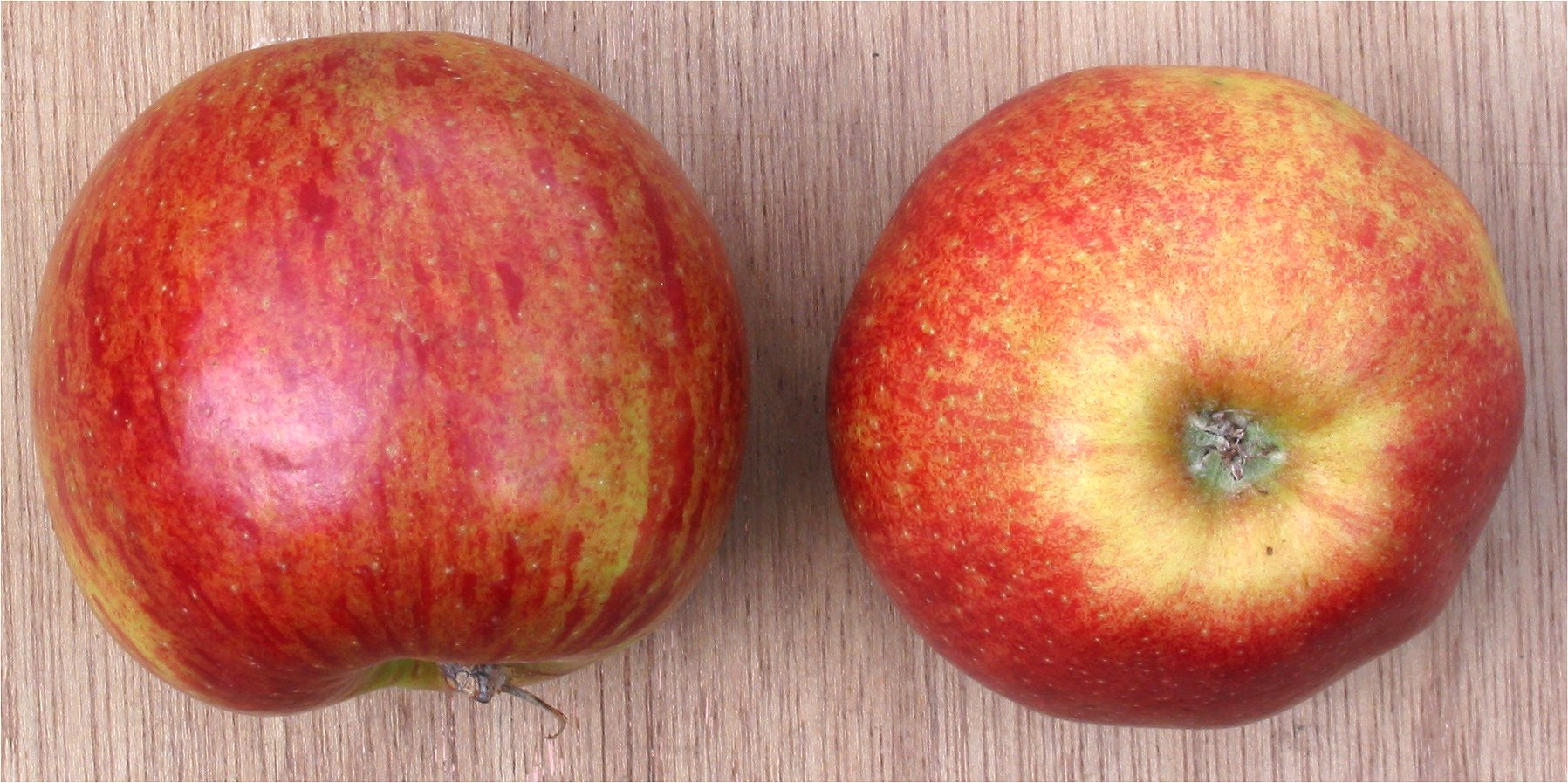
'Jonagold'
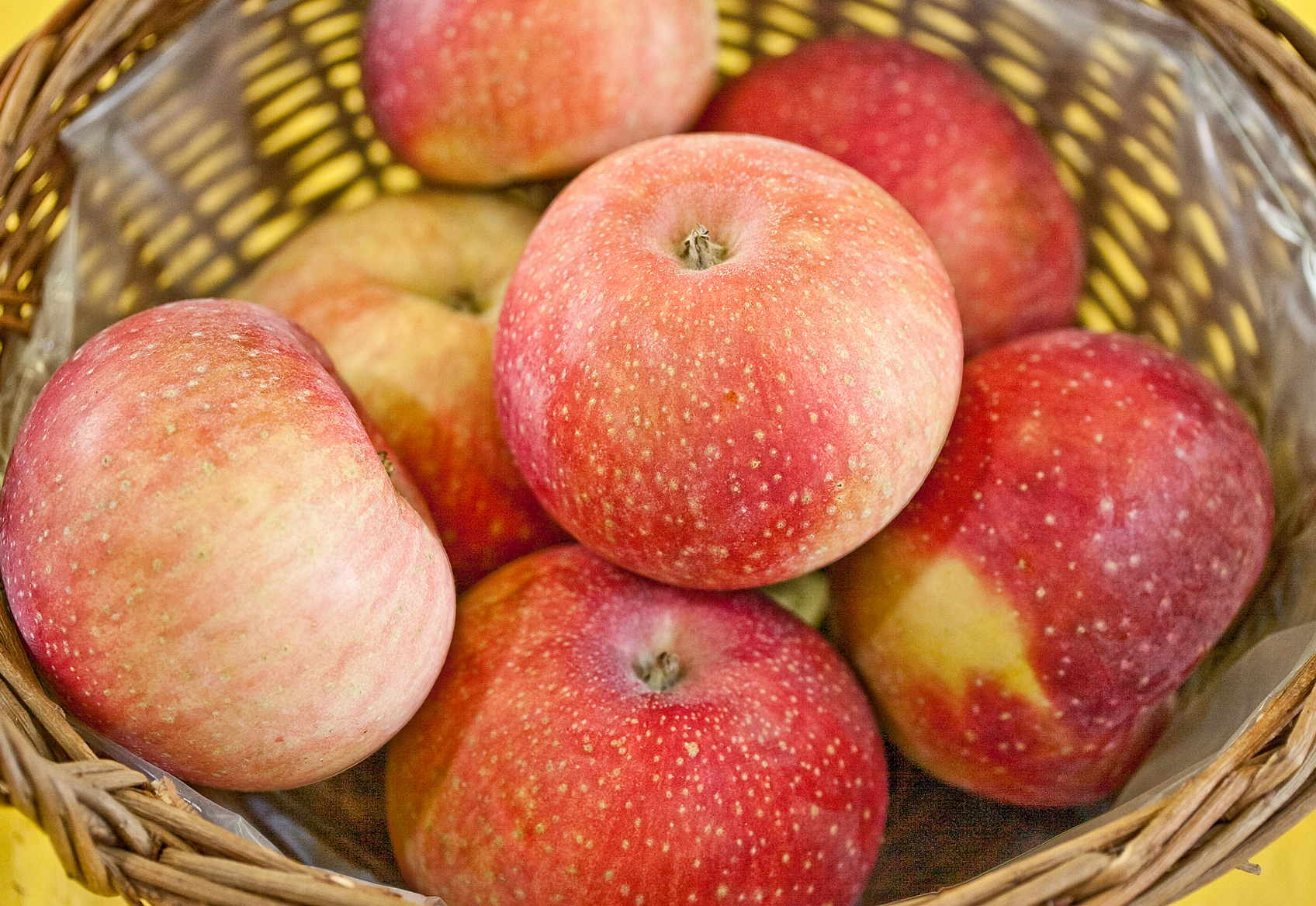
'Lobo'
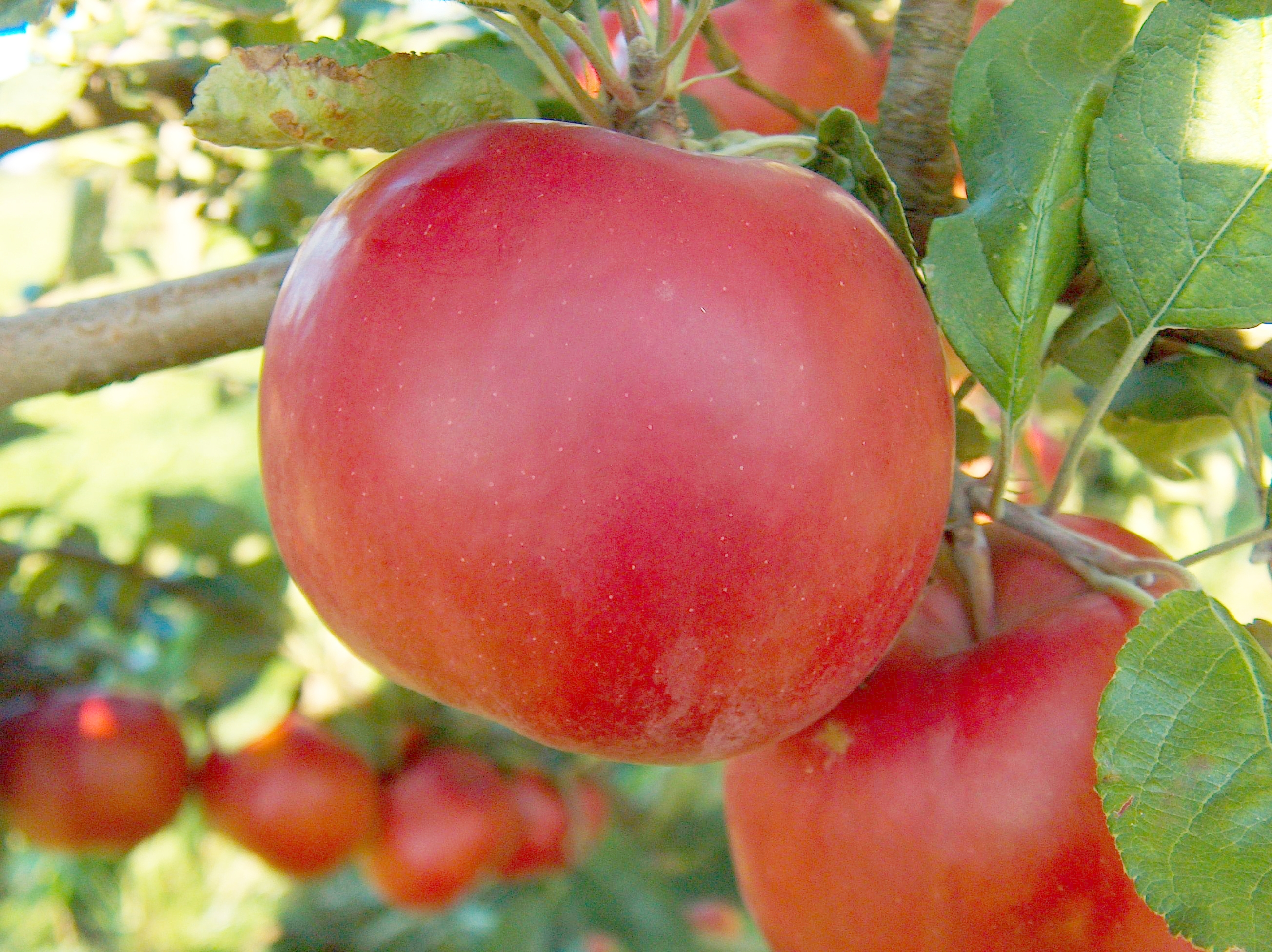
'McIntosh'
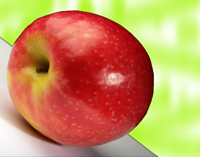
'Sciros'
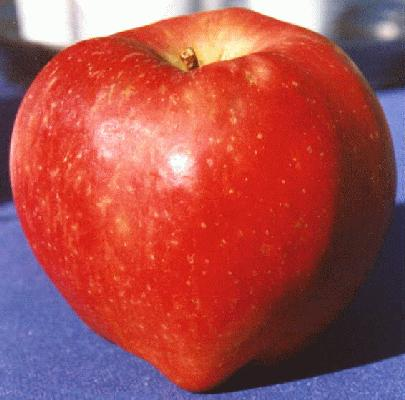
'Red Delicious'
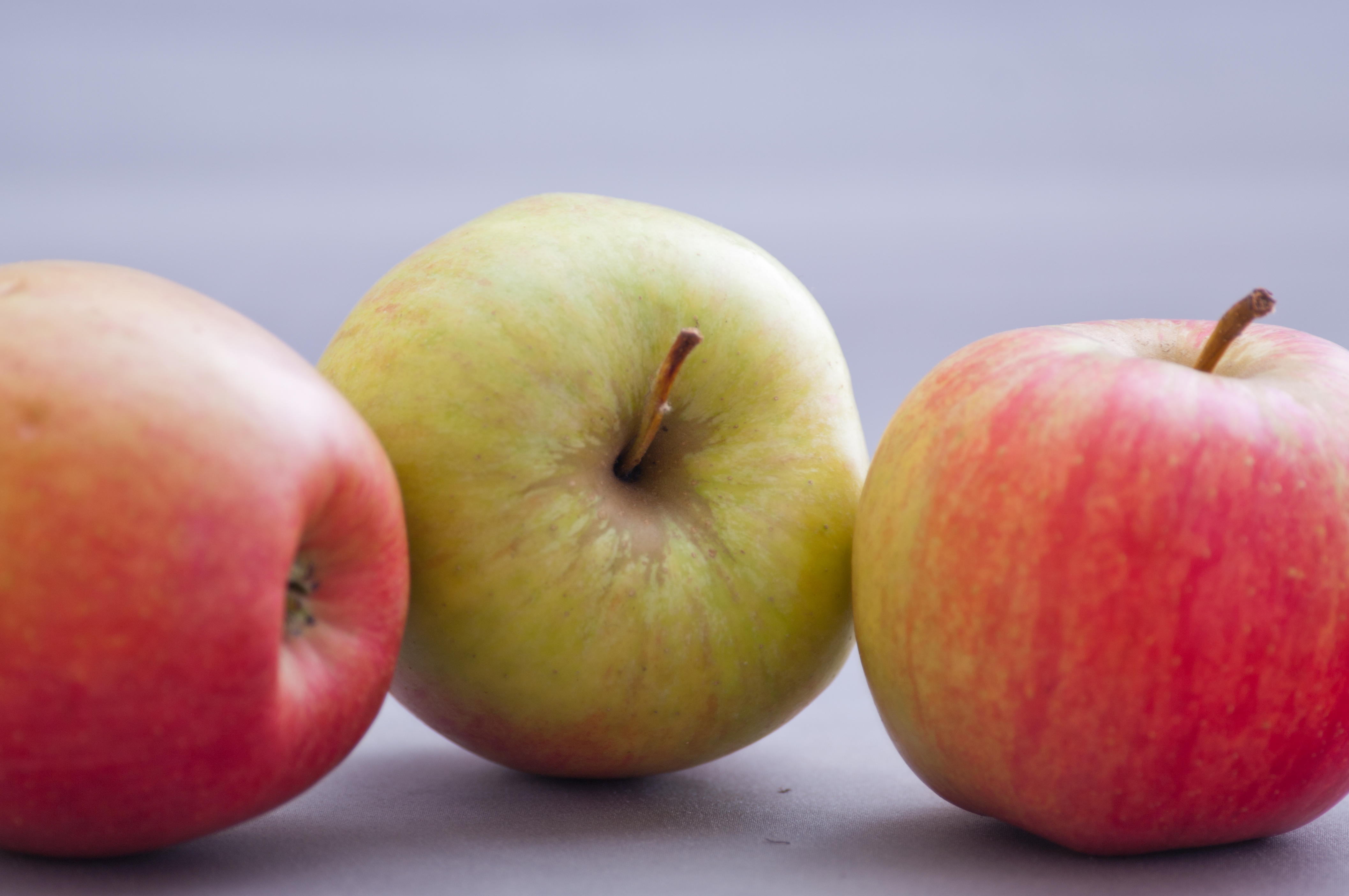
'Sampion' (Shampion)
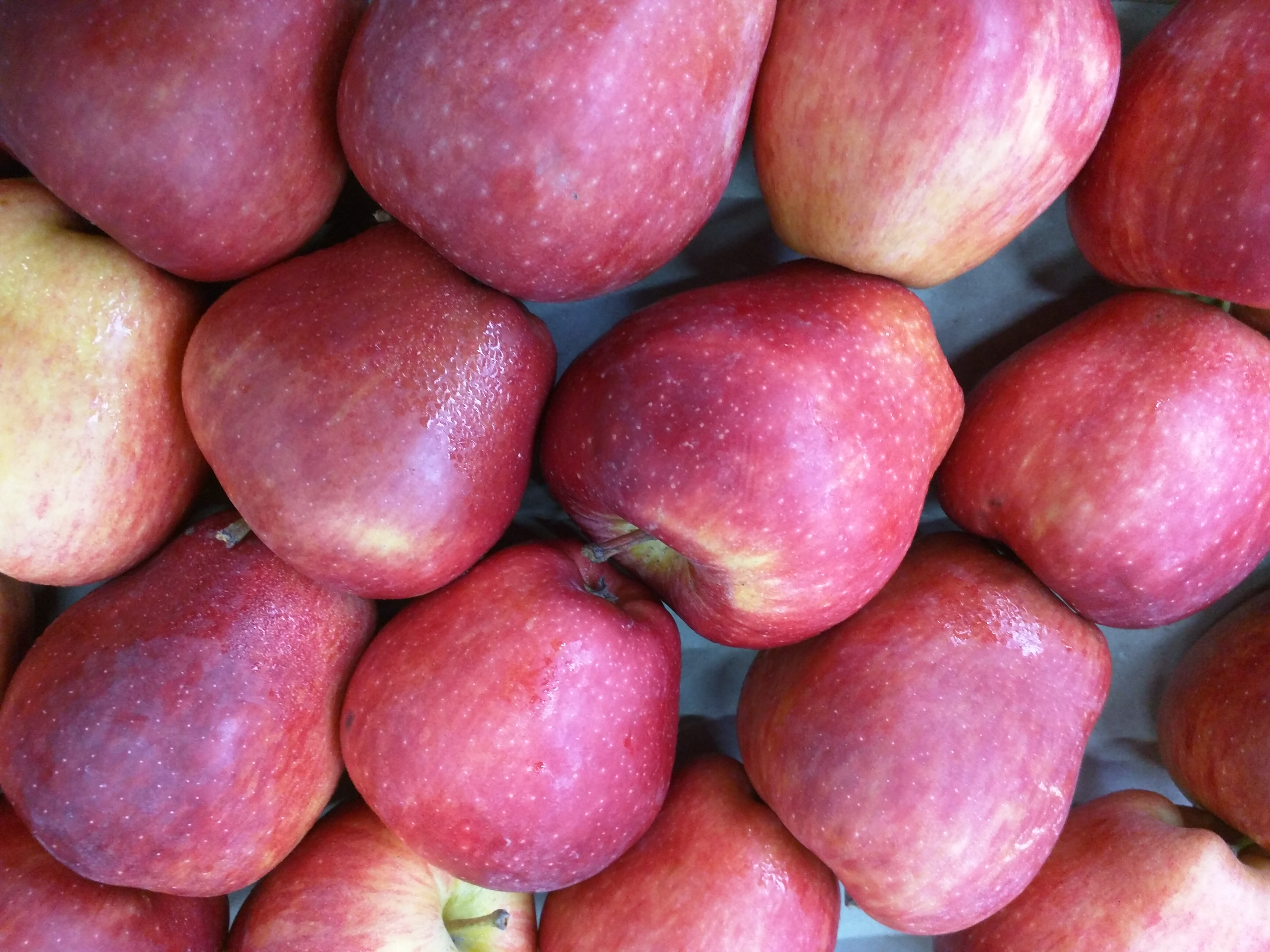
'Stark Delicious'
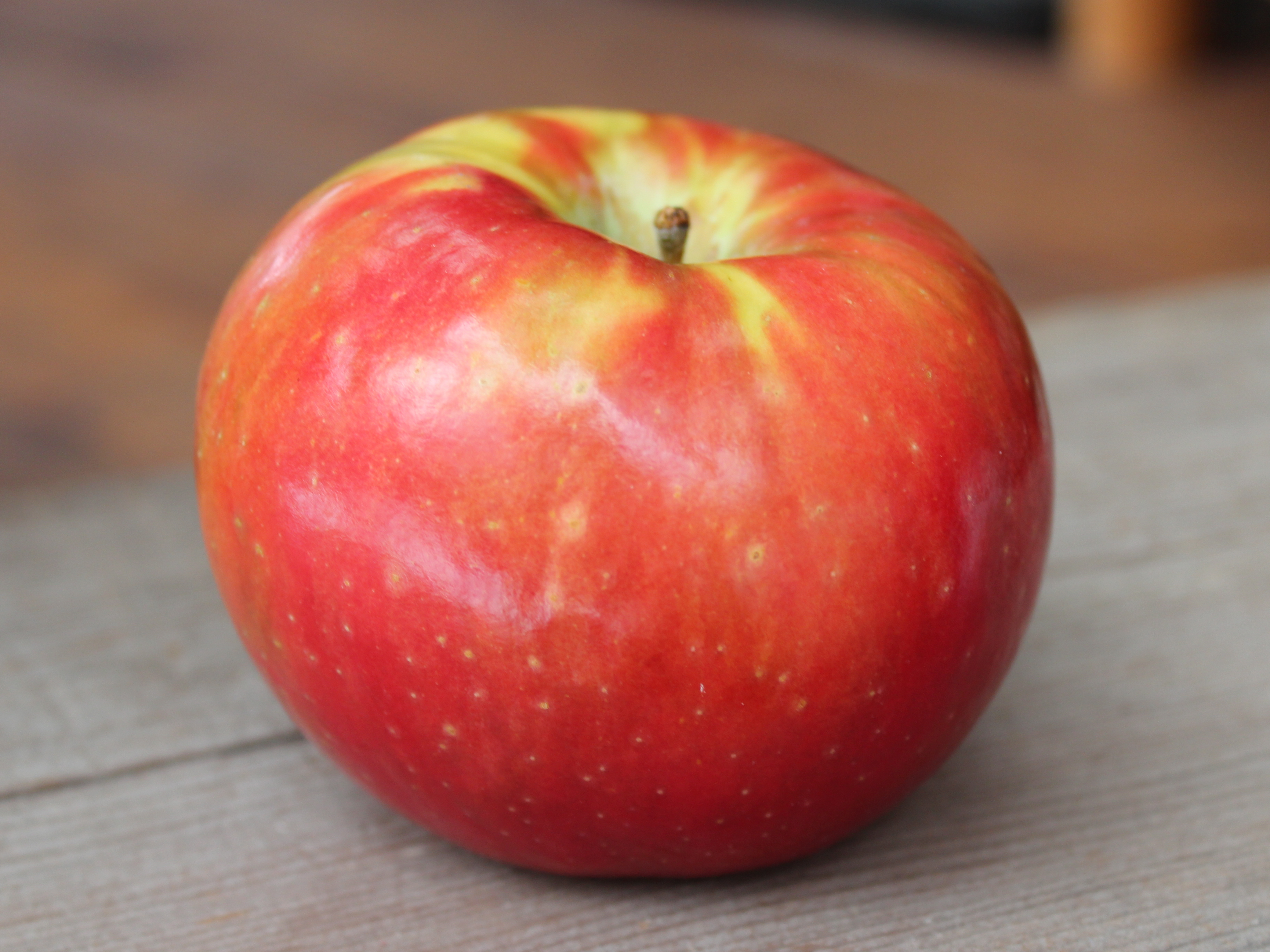
'SugarBee'
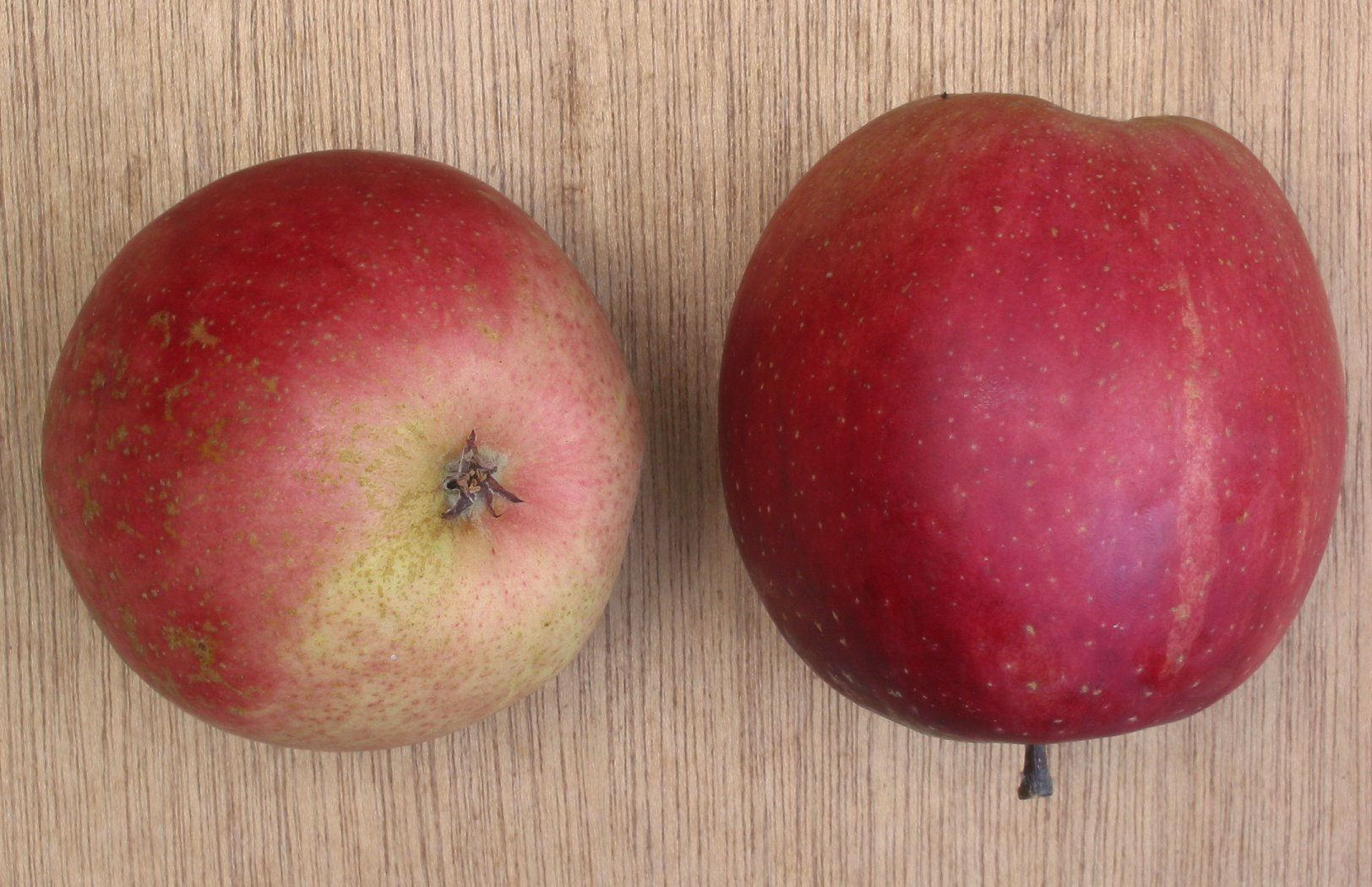
'Summerred'
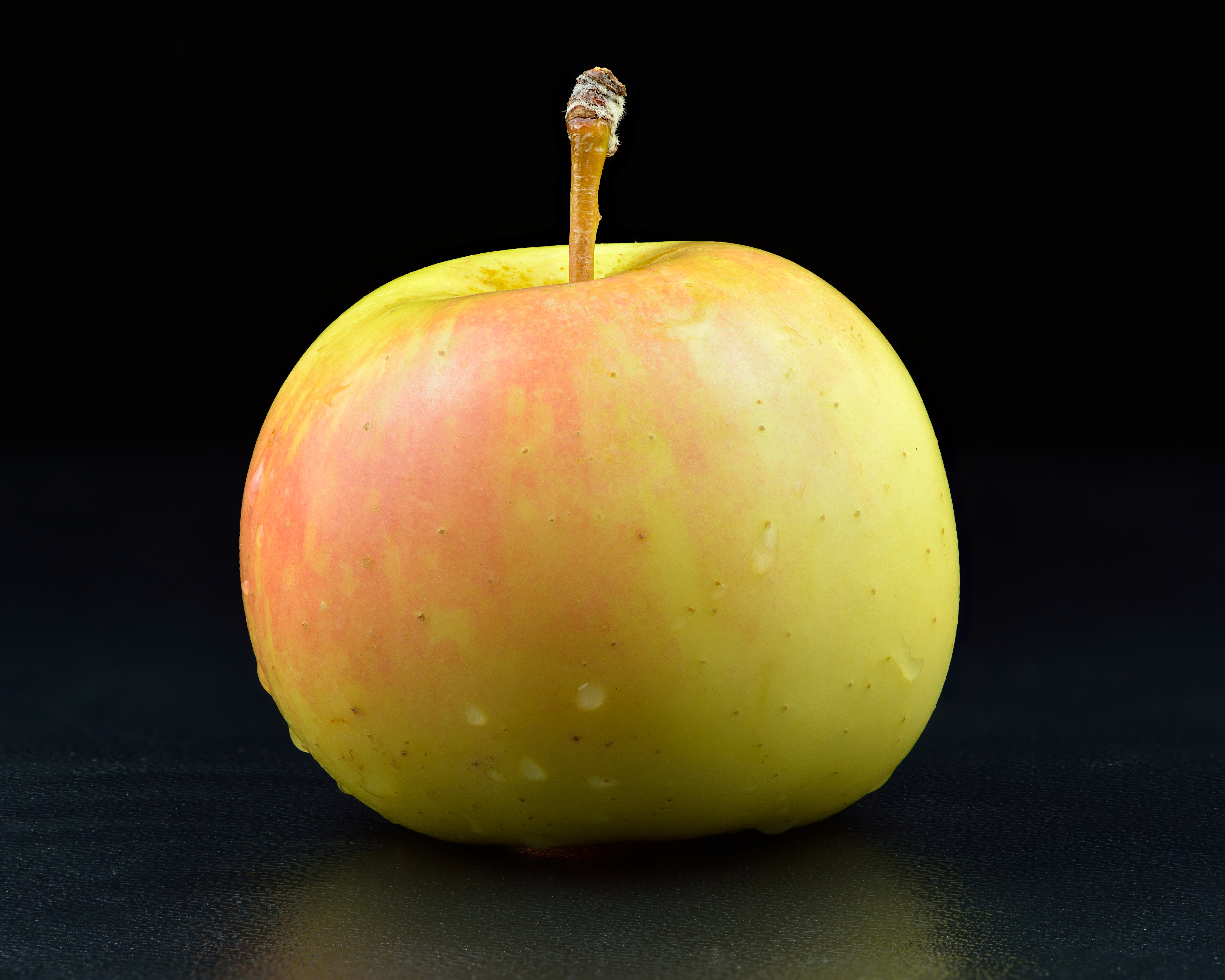
'Tellissaare'
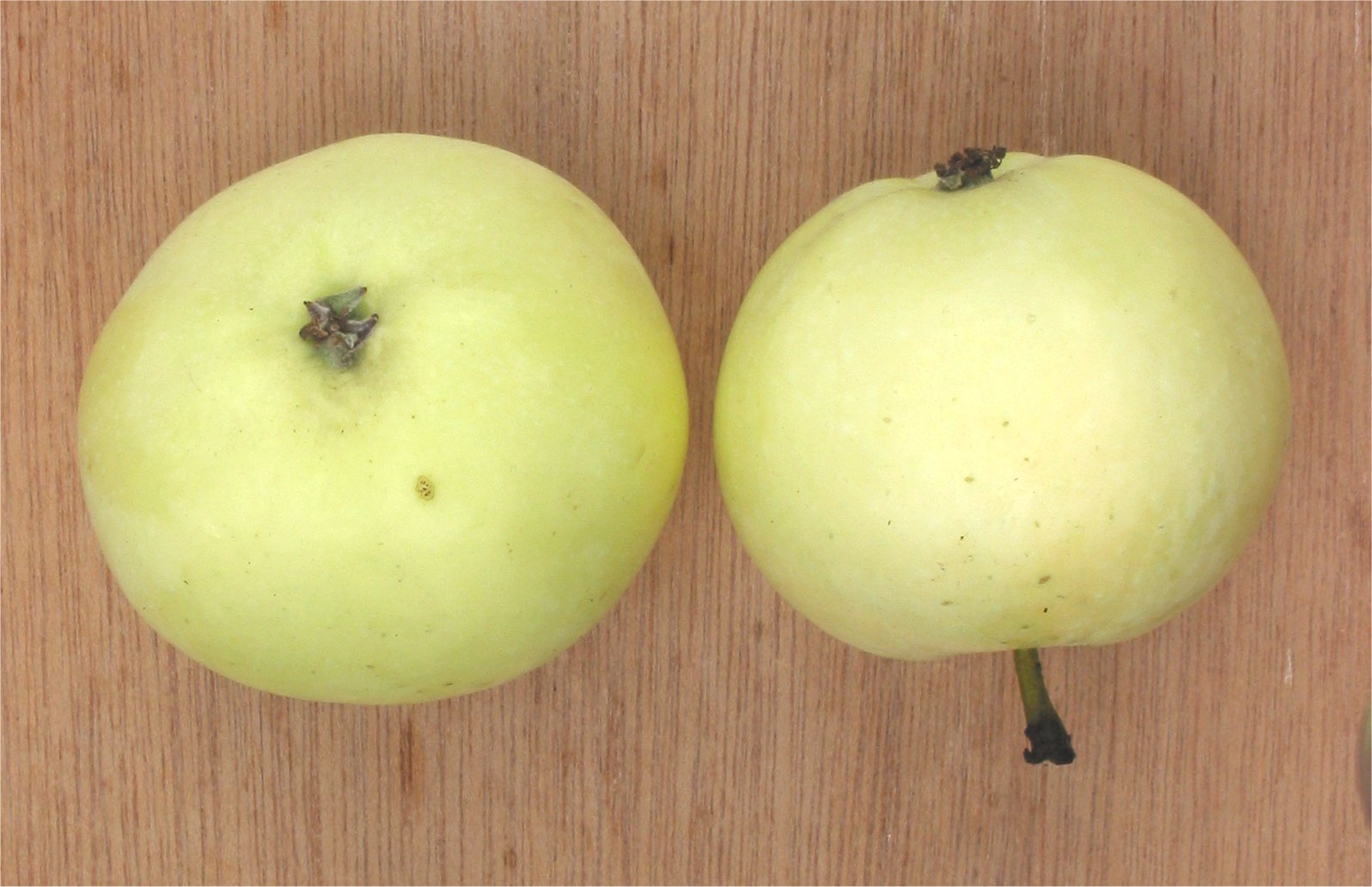
'Yellow Transparent'

## Trồng trọt

### Nhân giống

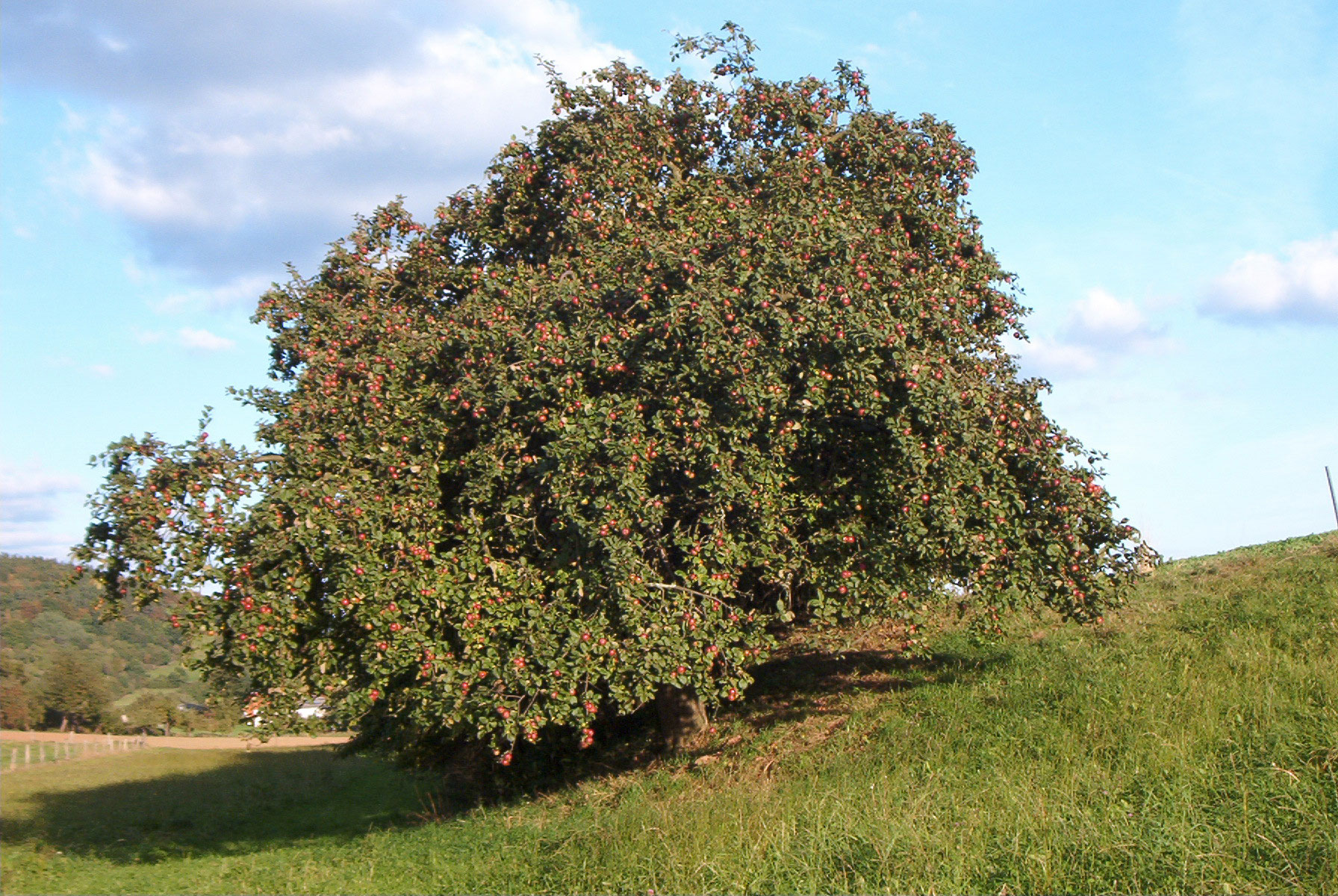
Một cây táo ở Đức

Nhiều loại táo tự phát triển từ hạt. Tuy nhiên, so với tất cả các loại cây ăn quả lâu năm, táo tây phải được nhân giống vô tính để có được vị ngọt và các đặc tính mong muốn khác nhiều hơn so với cây bố mẹ của chúng. Điều này do táo sinh trưởng từ hạt là một ví dụ của biến dị tổ hợp, dù táo con thừa hưởng các gen từ bố mẹ của chúng nhưng có sự sắp xếp lại (tổ hợp) các đặc điểm này, làm đời con có đặc điểm quả khác biệt đáng kể so với bố mẹ, điều này có lẽ là để cạnh tranh trước nhiều loài gây hại. Loài táo tam bội thường vô sinh vì có ba chiếc nhiễm sắc thể trong mỗi cặp nhiễm sắc thể nên không thể phân chia bình thường trong giảm phân, tạo ra các giao tử bất thường. Dù cho cây tam bội có thể tạo ra hạt giống (táo tây là một ví dụ), nhưng nó xảy ra không thường xuyên và cây con hiếm khi sống sót.
Táo tây không phải là giống thuần chủng khi được trồng từ hạt giống, vì vậy phương pháp sinh sản sinh dưỡng như giâm cành, chiết cành và ghép cành thường được sử dụng. Cành giâm có thể ra rễ và sinh sản thuần, cũng như có thể sống trong một thế kỷ. Gốc ghép được lựa chọn để tạo ra các cây có nhiều kích cỡ khác nhau, cũng như thay đổi độ cứng chắc trong mùa đông, khả năng chống sâu bệnh và khả năng thích ứng đất đai của cây hoàn chỉnh. Gốc ghép lùn có thể tạo ra những cây rất nhỏ (cao dưới 3,0 m hay hoặc 10 feet khi trưởng thành), ra quả sớm hơn nhiều năm và dễ thu hoạch hơn so với cây kích thước bình thường.
Phương pháp gốc ghép lùn của cây táo có thể bắt nguồn từ khu vực Ba Tư và Tiểu Á vào khoảng năm 300 trước Công nguyên. Alexander Đại đế đã gửi các mẫu cây táo lùn đến Lyceum (một dạng trường học) của Aristotle. Vào thế kỷ 15, phương pháp gốc ghép lùn trở nên phổ biến và sau đó nó đã trải qua một số giai đoạn phổ biến và suy giảm trên khắp thế giới. Phần lớn các gốc ghép ngày nay được sử dụng để kiểm soát kích thước của táo đã được phát triển ở Anh vào đầu những năm 1900. Trạm Nghiên cứu East Malling (East Malling Research Station) đã tiến hành nghiên cứu sâu rộng trên các gốc ghép, và ngày nay các gốc ghép của táo ở Anh được gắn thêm tiền tố "M" để chỉ nguồn gốc của chúng. Những gốc ghép được đánh dấu bằng tiền tố "MM" là những giống cây thuộc nhóm Malling sau này được lai với giống 'Northern Spy' ở Merton, Anh.
Hầu hết các giống táo mới đều có nguồn gốc là cây con bằng hạt, chúng sinh trưởng một cách tình cờ hoặc được lai tạo có chủ ý các giống táo với đặc điểm mong muốn. Táo cũng có thể hình thành các đột biến sinh dưỡng, thường do đột biến gen ngẫu nhiên tạo ra một cành có hình thái khác với phần còn lại của cây, gọi là thể khảm. Một số đột biến sinh dưỡng hóa ra là sự cải thiện các đặc điểm của cây mẹ. Một số cành đột biến sinh dưỡng có hệ gen khác với cây mẹ đủ nhiều để được coi là giống cây trồng mới.
Kể từ những năm 1930, Trạm thí nghiệm Excelsior (Excelsior Experiment Station) tại Đại học Minnesota đã giới thiệu tiến trình canh tác ổn của một loạt các loại táo quan trọng được trồng rộng rãi, bao gồm cả mục đích thương mại bởi các nhà vườn địa phương trên khắp Minnesota và Wisconsin. Những đóng góp quan trọng nhất của nó bao gồm 'Haralson' (là giống táo được trồng rộng rãi nhất ở Minnesota), 'Wealthy', 'Honeygold' và 'Honeycrisp'.
Táo tây được di thực ở Ecuador ở độ cao rất lớn, nơi chúng nhờ vào các yếu tố cần thiết để có thể thường xuyên ra quả hai vụ mỗi năm vì điều kiện ôn đới liên tục quanh năm.

### Thụ phấn

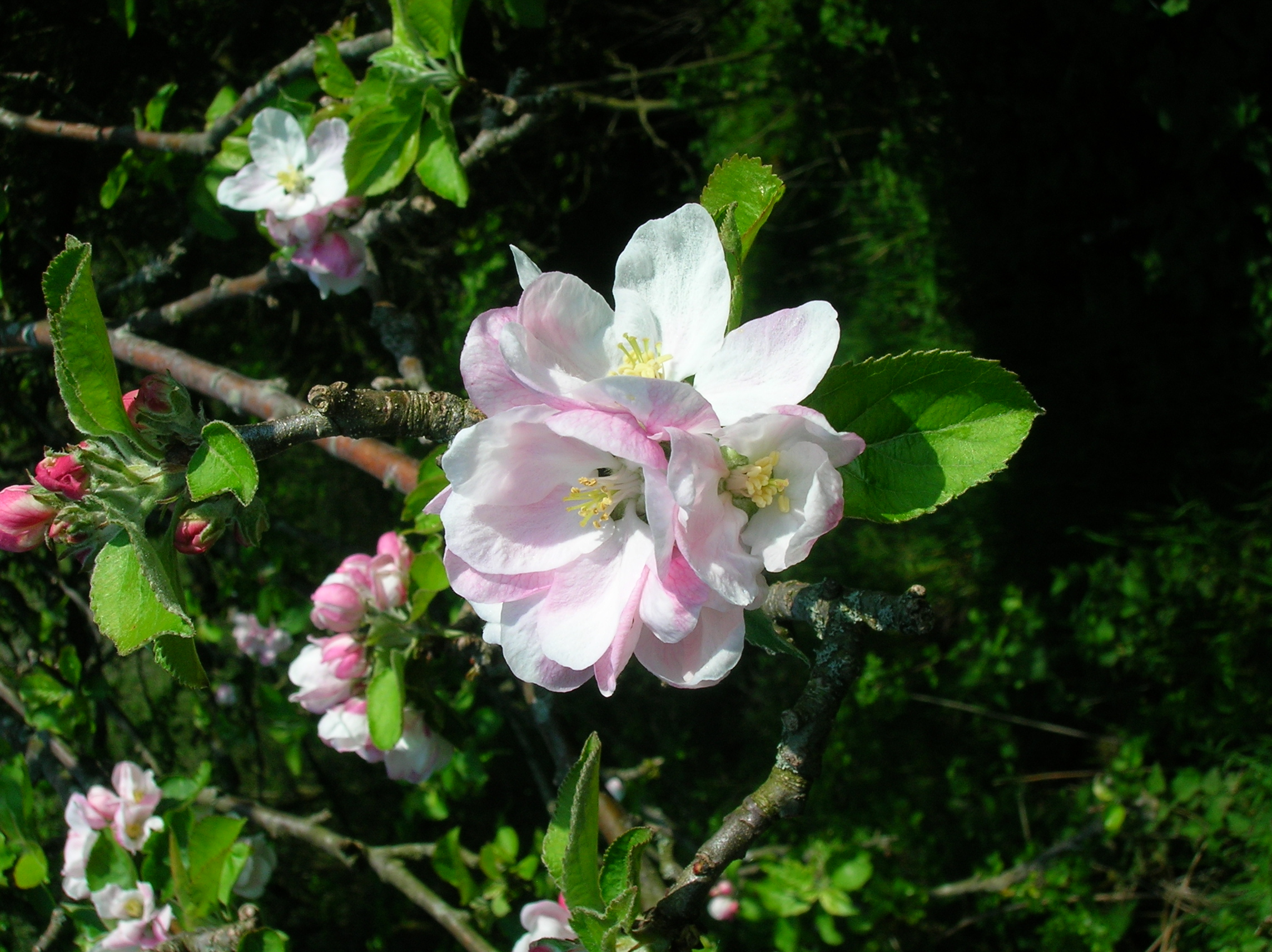
Hoa táo tây của một giống Ayrshire cũ

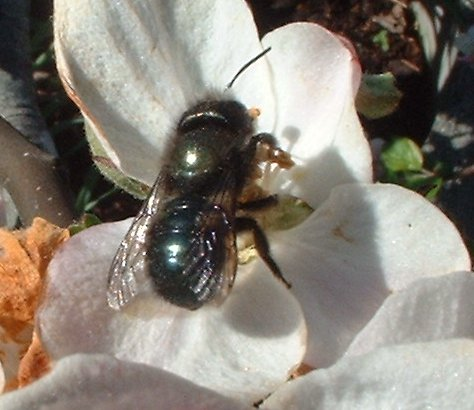
Ong thợ vườn hoa quả đậu trên một hoa táo đang nở, British Columbia, Canada

Táo tây là loài cây giao phấn; chúng phải thụ phấn chéo để phát triển quả. Vào mỗi mùa ra hoa, người trồng táo thường tận dụng mọi phương tiện thụ phấn để mang phấn hoa. Ong mật là loài được sử dụng phổ biến nhất. Ong thợ vườn hoa quả cũng được sử dụng như những loài thụ phấn bổ sung trong các vườn cây ăn trái kinh doanh. Ong nghệ chúa đôi khi có mặt trong vườn cây ăn quả, nhưng thường không đủ số lượng để trở thành loài thụ phấn đáng kể.
Có bốn đến bảy nhóm loài táo tây giao phấn, tùy thuộc vào khí hậu:
- Nhóm A - Ra hoa sớm, từ 1 đến 3 tháng 5 ở Anh ('Gravenstein', 'Red Astrachan')
- Nhóm B - 4 đến 7 tháng 5 ('Idared', 'McIntosh')
- Nhóm C - Ra hoa giữa mùa, từ 8 đến 11 tháng 5 ('Granny Smith', 'Cox's Orange Pippin')
- Nhóm D - Ra hoa giữa / cuối mùa, từ 12 đến 15 tháng 5 ('Golden Delicious', 'Calville blanc d'hiver')
- Nhóm E - Ra hoa muộn, từ 16 đến 18 tháng 5 ('Braeburn', 'Reinette d'Orléans')
- Nhóm F - 19 đến 23 tháng 5 ('Suntan')
- Nhóm H - 24 đến 28 tháng 5 ('Court-Pendu Gris' - còn gọi là Court-Pendu plat)

Một giống táo tây có thể được thụ phấn bởi một giống khác từ cùng một nhóm hoặc từ nhóm gần gũi di truyền (A với A, hoặc A với B, nhưng không phải A với C hoặc D).
Các giống táo tây trồng đôi khi được phân loại theo ngày mà hoa nở rộ, trong thời gian hoa nở trung bình 30 ngày, hạt phấn sẽ được chọn từ các giống có khoảng thời gian thụ phấn trùng nhau khoảng 6 ngày.

### Trưởng thành và thu hoạch

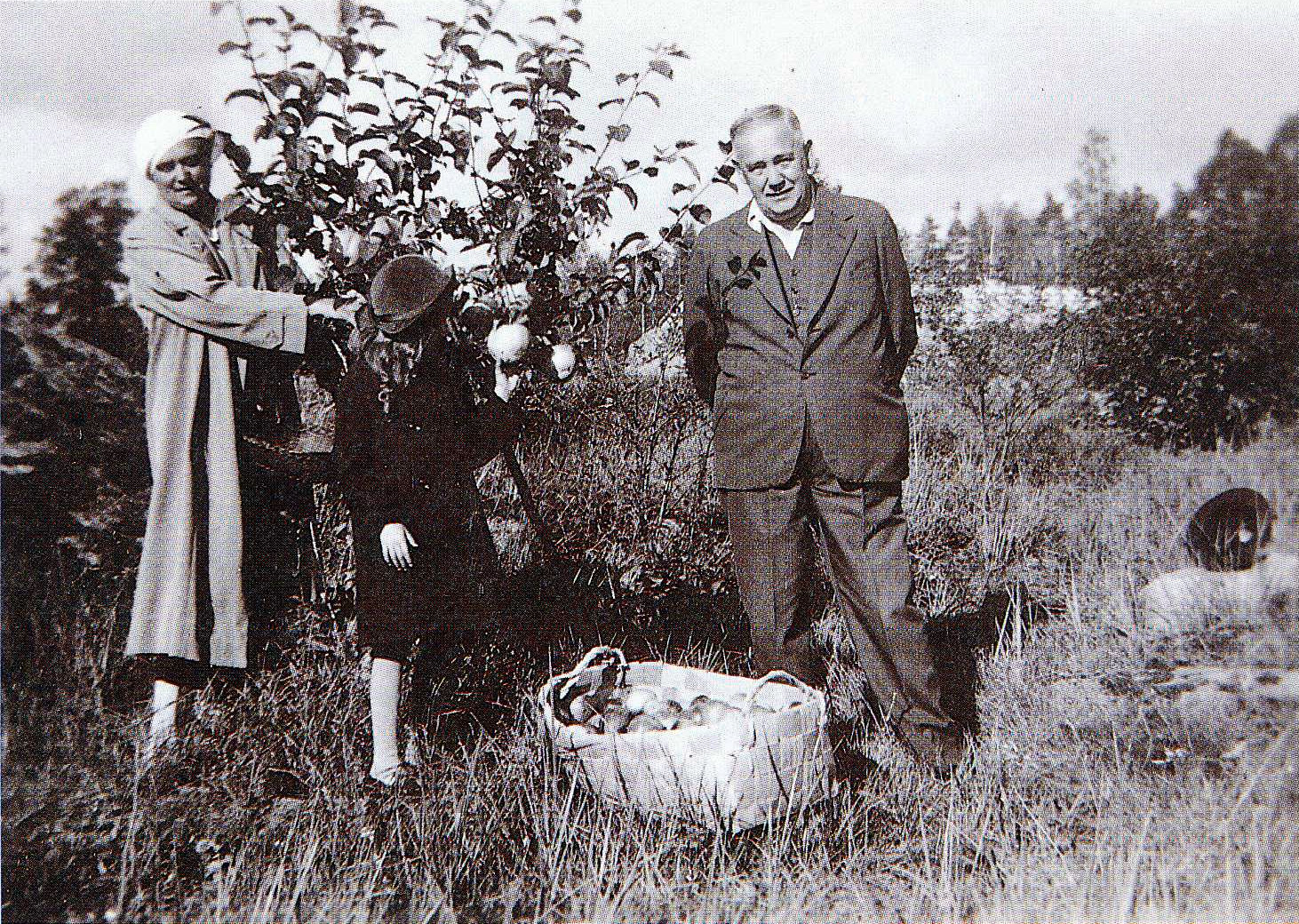
Bức ảnh vào thập niên 1930, cựu Tổng thống Phần Lan L. K. Relander đang cùng gia đình ông hái táo

Các giống táo có năng suất và kích thước cây tối đa khác nhau, ngay cả khi chúng xuất phát từ cùng một gốc ghép. Nếu không được tỉa, cành táo tây sẽ phát triển lan rộng, điều này cho phép chúng kết trái nhiều hơn, nhưng việc thu hoạch sẽ trở nên khó khăn. Tùy thuộc vào mật độ cây (số lượng cây trồng trên một đơn vị diện tích đất canh tác), cây trưởng thành thường cho ra 40–200 kg (90–440 lb) táo mỗi năm, mặc dù năng suất chẳng còn bao nhiêu trong những năm mất mùa. Táo được thu hoạch bằng thang ba điểm, loại thang này được thiết kế để phù hợp đặt ở vị trí giữa các cành. Cây ghép xuất phát từ gốc ghép lùn mang lại khoảng 10–80 kg (20–180 lb) quả mỗi năm.
Các trang trại trồng táo mở cửa cho khách viếng thăm để họ có thể tự hái táo.
Các giống khác nhau chín quả vào các thời điểm khác nhau trong năm. Những giống cây có năng suất cao trong mùa hè bao gồm 'Gala', 'Golden Supreme', 'McIntosh', 'Transparent', 'Primate', 'Sweet Bough' và 'Duchess'; các giống mùa thu bao gồm 'Fuji', 'Jonagold', 'Golden Delicious', 'Red Delicious', 'Chenango', 'Gravenstein', 'Wealthy', 'McIntosh', 'Snow', và 'Blenheim'; các giống mùa đông bao gồm 'Winesap', 'Granny Smith', 'King', 'Wagener', 'Swazie', 'Greening' và 'Tolman Sweet'.

### Lưu trữ

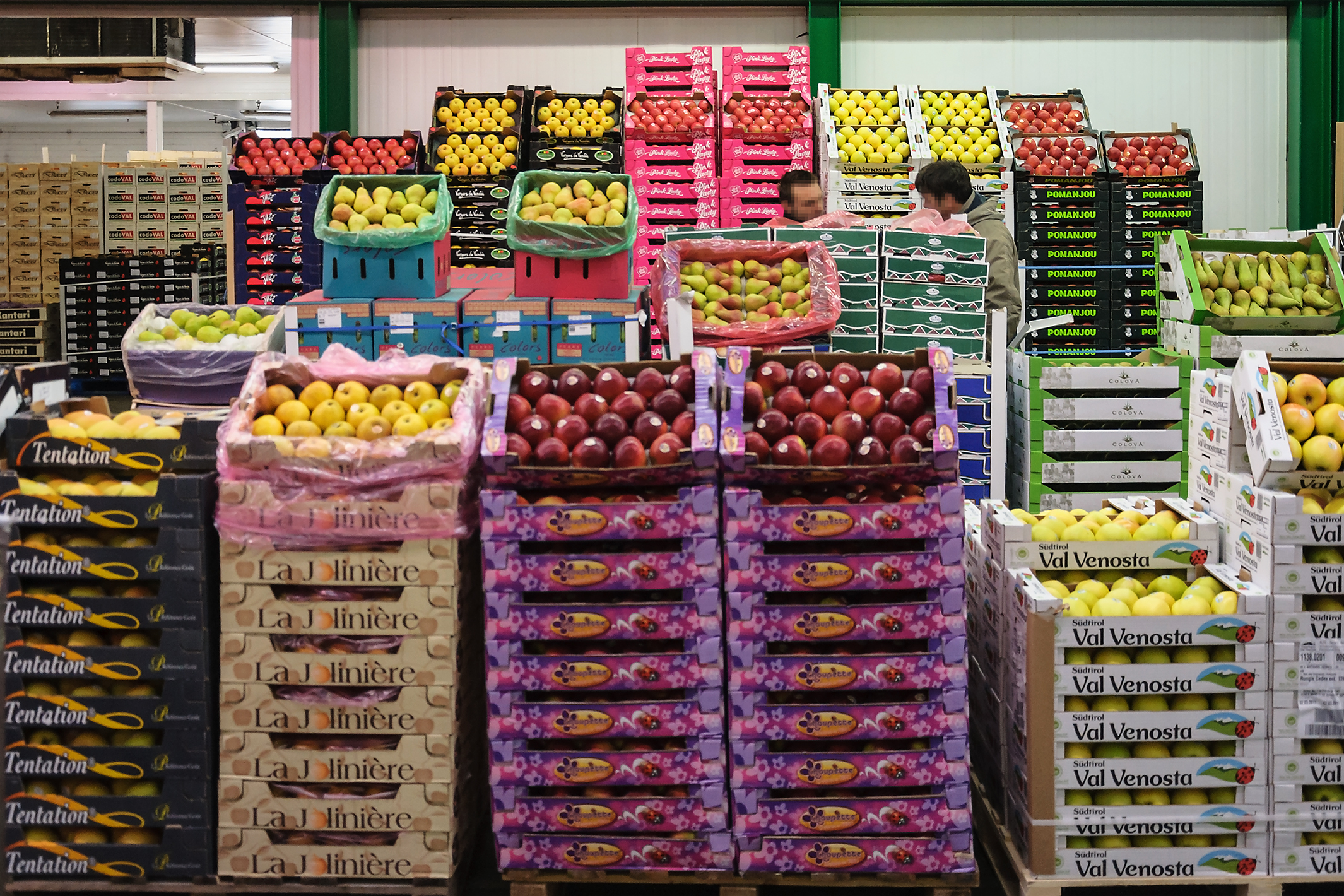
Các giống táo khác nhau trong chợ thực phẩm

Trong thương mại, táo có thể được lưu trữ trong vài tháng ở các buồng kiểm soát khí quyển, các buồng này được dùng để làm chậm quá trình chín do khí ethylene trong táo gây ra. Táo thường được bảo quản trong các buồng có nồng độ carbon dioxide cao hơn và khả năng lọc không khí cao. Điều này ngăn nồng độ ethylene tăng lên cao hơn và ngăn quá trình chín diễn ra quá nhanh.
Táo không hữu cơ có thể được phun chất 1-Methylcyclopropene để ngăn chặn các thụ thể ethylene của táo, tạm thời ngăn chúng chín.

### Sâu bệnh

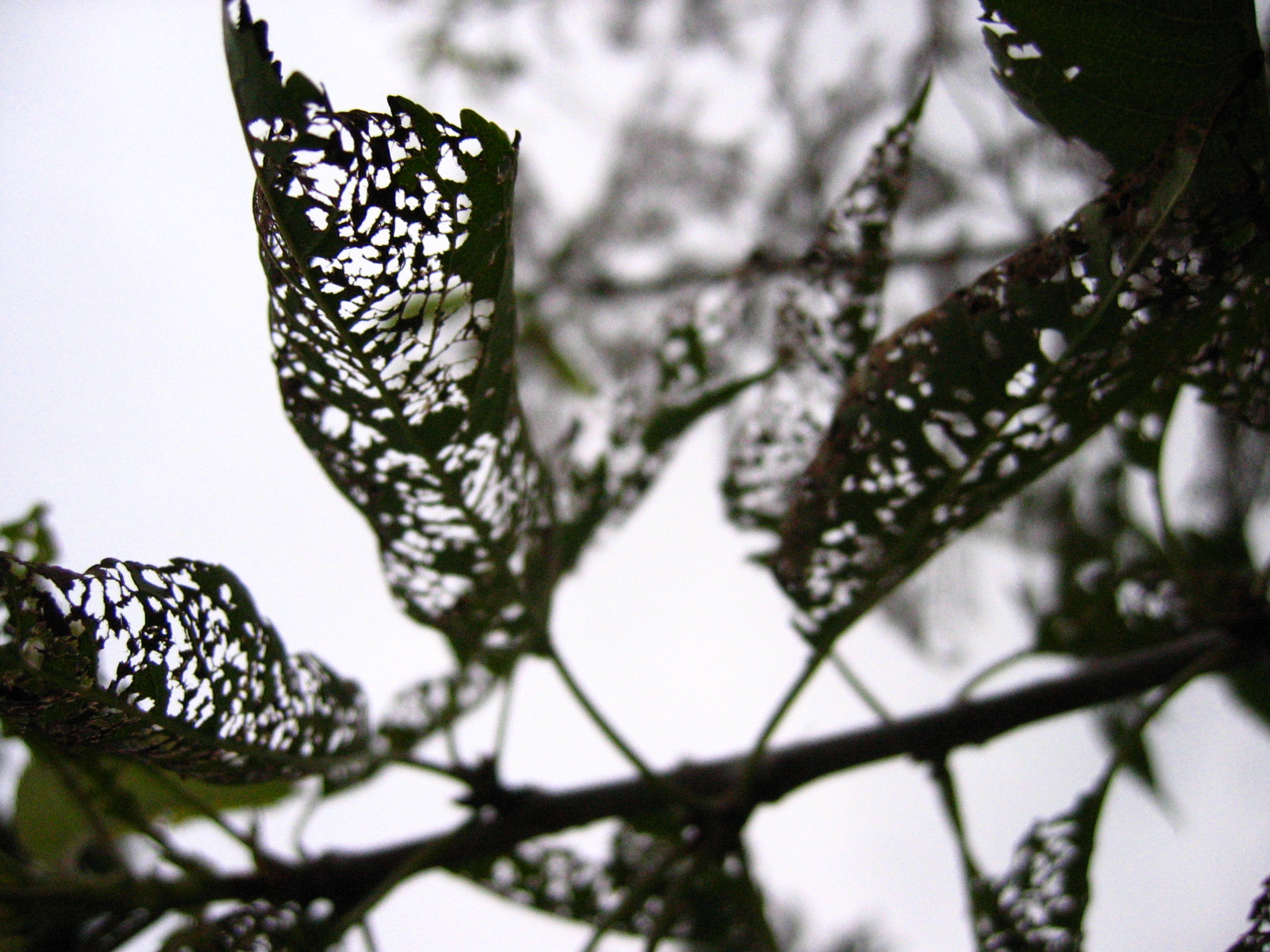
Lá bị côn trùng phá hại đáng kể

Cây táo rất dễ bị nhiễm một số bệnh do nấm, vi khuẩn và côn trùng gây hại. Nhiều vườn cây ăn trái thương mại đã triển khai chương trình phun thuốc hóa học để duy trì chất lượng trái, sức khỏe của cây và năng suất cao. Hoạt động này cấm sử dụng thuốc trừ sâu tổng hợp, mặc dù một số loại thuốc trừ sâu cũ hơn được phép sử dụng. Các phương pháp hữu cơ bao gồm đưa thiên địch tự nhiên của các loài gây hại vào để kiểm soát số lượng của chúng.
Một loạt các loài sâu hại và bệnh có thể ảnh hưởng đến cây táo. Ba trong số các bệnh hoặc sâu bệnh phổ biến nhất là nấm mốc, rệp và bệnh vảy táo.
- Nấm mốc được đặc trưng bởi các mảng phấn màu xám nhạt xuất hiện trên lá, chồi và hoa, thường xuất hiện vào mùa xuân. Những bông hoa bị nấm sẽ chuyển sang màu vàng kem và không còn phát triển bình thường. Điều này có thể được chữa trị tương tự như nấm Botrytis — hạn chế các điều kiện gây ra bệnh và đốt các cây bị nhiễm bệnh là một trong các biện pháp được khuyến nghị.[63]
- Rệp Aphidoidea là một nhóm côn trùng nhỏ, có năm loài rệp thường tấn công táo tây: rệp sáp hạt táo, rệp sáp táo sắc hồng, rệp sáp táo, rệp sáp đốm và rệp sáp len. Các loài rệp có thể được xác định bằng màu sắc, thời gian trong năm và bởi sự đặc điểm vỏ.[63] Rệp ăn lá bằng cách sử dụng các cơ quan miệng có hình giống như cây kim để hút dịch thực vật. Khi xuất hiện với số lượng lớn, loài gây hại sẽ làm giảm sự phát triển và sức sống của cây.[64]
- Bệnh vảy táo: do nấm Venturia inaequalis gây ra. Bệnh vảy táo tạo ra các đốm màu nâu ô liu trên bề mặt lá với kết cấu mịn như nhung, sau đó chuyển hẳn sang màu nâu và có kết cấu giống như nút chai. Bệnh cũng ảnh hưởng đến quả, chúng cũng phát triển các đốm nâu tương tự với lá. Bệnh vảy táo sinh sôi qua nấm mọc trong lá táo già trên mặt đất, phát triển trong thời tiết ấm áp mùa xuân rồi lây nhiễm cho cây trong thời điểm sinh trưởng.[65]

Trong số các vấn đề bệnh nghiêm trọng nhất là bệnh cháy lá do vi khuẩn Erwinia amylovora gây ra, và hai loại bệnh do nấm: bệnh gỉ sắt Gymnosporangium và bệnh đốm đen. Các loài gây hại khác ảnh hưởng đến cây táo bao gồm sâu bướm Cydia pomonella và giòi táo. Cây táo non cũng dễ bị các loài động vật có vú như chuột và nai gây hại, chúng ăn vỏ mềm của cây, đặc biệt là vào mùa đông. Ấu trùng của sâu bướm đục táo chui qua vỏ cây và xâm nhập vào ruột cây, gây ra thiệt hại đáng kể.

## Sản xuất
| Sản xuất táo tây – 2021          | Sản xuất táo tây – 2021 |
| Quốc gia                         | (triệu tấn)             |
| -------------------------------- | ----------------------- |
| Trung Quốc                       | 45,98                   |
| Thổ Nhĩ Kỳ                       | 4,49                    |
| Hoa Kỳ                           | 4,46                    |
| Ba Lan                           | 4,06                    |
| Ấn Độ                            | 2,27                    |
| Iran                             | 2,24                    |
| Thế giới                         | 93,14                   |
| Nguồn: FAOSTAT của Liên hợp quốc |                         |

Sản lượng táo tây trên toàn thế giới vào năm 2021 là 93 triệu tấn, trong đó Trung Quốc sản xuất gần 1/2 tổng sản lượng (bảng). Các quốc gia kế tiếp là Thổ Nhĩ Kỳ và Hoa Kỳ.

## Dinh dưỡng
Một quả táo tây chưa chín có thành phần chủ yếu bao gồm 86% nước và 14% carbohydrate, với hàm lượng chất béo và protein không đáng kể (bảng). Một khẩu phần ăn tham khảo gồm một quả táo tây chưa chín còn nguyên vỏ với trọng lượng nặng 100 gram cung cấp năng lượng 52 calo và hàm lượng chất xơ vừa phải. Mặt khác, quả của chúng có hàm lượng nguyên tố vi lượng thấp, với Giá trị hàng ngày (DV) của tất cả thành phần thấp dưới mức 10%.

## Sử dụng

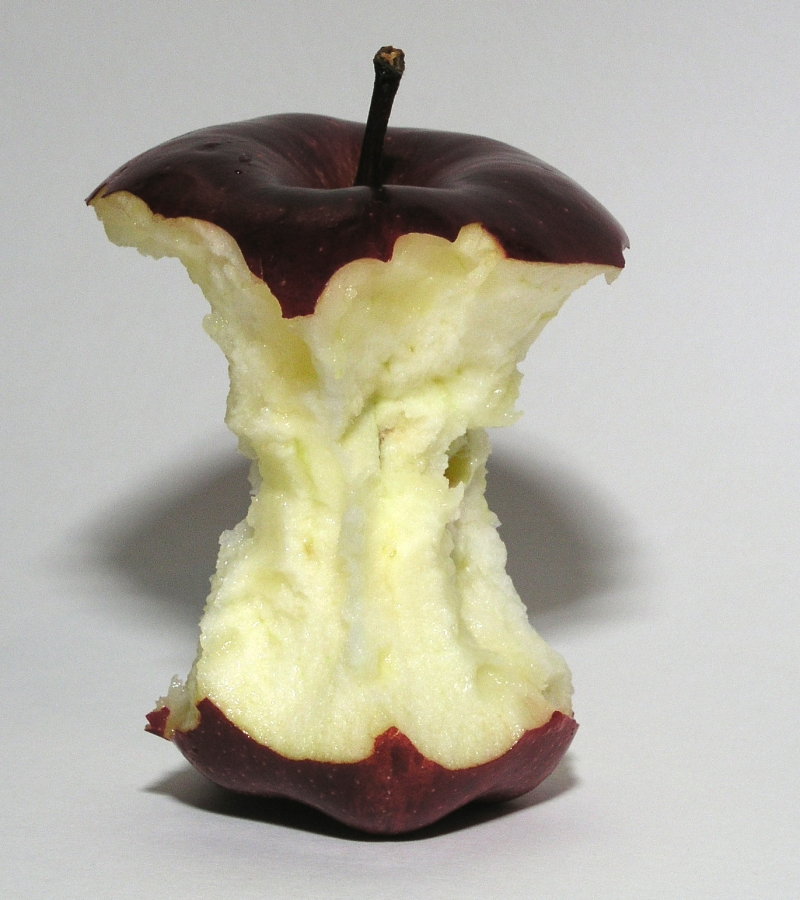
Lõi quả táo là một phần của quả táo thường không được ăn, có chứa hạt.

Máy gọt, bỏ lõi và cắt táo, trích từ cuốn sổ tay năm 1897 Cyclopedia of Valuable Receipts của Henry B. Scammell

Tất cả các bộ phận của quả, bao gồm cả vỏ, ngoại trừ hạt, đều thích hợp để làm thức ăn cho người. Phần lõi táo, từ gần cuống đến đáy quả có chứa hạt thường không ăn được.
Táo có thể được tiêu thụ theo nhiều cách khác nhau: nước ép trái cây, táo sống trong món salad, dùng trong bánh táo nướng, nấu thành nước xốt và phết lên các món ăn khác như bơ táo, cùng với nhiều món khác.
Táo đôi khi được sử dụng như một thành phần trong các món ăn có vị đậm đà, chẳng hạn như xúc xích và thực phẩm nhồi.
Một số kỹ thuật đã được sử dụng để bảo quản táo tây và các sản phẩm từ chúng. Táo tây có thể được đóng hộp, sấy khô hoặc đông lạnh. Táo đóng hộp hoặc đông lạnh cuối cùng được nướng thành bánh nướng hoặc các món nấu chín khác. Người ta cũng thường hay đóng chai nước ép hoặc rượu táo. Nước táo thường cô đặc và đông lạnh.

### Sử dụng phổ biến
Táo tây thường được ăn sống. Các giống táo trồng được nhân giống để tiêu thụ tươi được gọi là táo tráng miệng hoặc táo để bàn.
- Ở Anh, kẹo bọc táo là một loại bánh kẹo truyền thống được làm bằng cách phủ lên bề mặt quả táo một lớp kẹo bơ cứng nóng và để nguội. Các món tương tự ở Mỹ là kẹo táo (phủ một lớp bọc cứng bên ngoài quả táo bằng xi-rô đường kết tinh) và táo caramel (phủ caramel nguội).
- Táo được ăn với mật ong vào Lễ Mừng năm mới Rosh Hashanah của người Do Thái để tượng trưng cho một năm mới ngọt ngào.[61]

Táo là một thành phần quan trọng trong nhiều món tráng miệng, chẳng hạn như bánh táo (apple pie), táo vụn, táo giòn và bánh ngọt táo (apple cake). Khi nấu chín, một số giống táo dễ dàng chuyển thành một dạng nhuyễn được gọi là xốt táo. Táo cũng được làm thành bơ táo và thạch táo. Chúng thường được nướng hoặc hầm và cũng được nấu chín trong một số món thịt. Táo sấy khô có thể dùng để ăn hoặc hoàn nguyên (ngâm trong nước, rượu hoặc một số chất lỏng khác).
Táo được xay hoặc ép để tạo ra nước ép táo, có thể được uống mà không cần lọc (ở Bắc Mỹ được gọi là rượu táo) hoặc được lọc. Nước ép lọc thường được cô đặc và đông lạnh, sau đó được hoàn nguyên trở lại dạng lỏng và tiêu thụ. Nước ép táo có thể được làm lên men để làm rượu táo (ở Bắc Mỹ được gọi là rượu táo cứng (hard cider)), rượu táo nhạt (ciderkin) và giấm. Thông qua quá trình chưng cất, có thể sản xuất nhiều loại đồ uống có cồn khác nhau, chẳng hạn như applejack, Calvados và apfelwein.

### Sản xuất hữu cơ
Táo ở Hoa Kỳ thường được canh tác hữu cơ. Canh tác hữu cơ gặp nhiều khó khăn ở châu Âu do sự xâm nhập của các loài côn trùng và dịch bệnh. Việc sử dụng thuốc trừ sâu có chứa hóa chất, chẳng hạn như lưu huỳnh, đồng, vi sinh vật, virus, bột đất sét, hoặc chất chiết xuất từ thực vật (chi Pyrethrum, Sầu đâu) đã được Ủy ban Thường vụ Hữu cơ châu Âu (EU Organic Standing Committee) chấp thuận để cải thiện năng suất và chất lượng hữu cơ. Một lớp phủ nhẹ bằng kaolinit tạo thành rào chắn vật lý đối với một số loài gây hại, cũng có thể giúp ngăn táo bị cháy nắng.

### Hóa chất thực vật
Vỏ và hạt táo chứa nhiều chất phytochemical, đặc biệt là polyphenol đang được nghiên cứu sơ bộ về những tác dụng tiềm ẩn của chúng đối với sức khỏe con người.

### Táo không thâm
Enzyme polyphenol oxidase gây ra màu nâu thâm trong táo thái lát hoặc táo bị dập, bằng cách xúc tác quá trình oxy hóa khử các hợp chất phenolic thành 1,2-Benzoquinone, một yếu tố tạo màu nâu. Hiện tượng thâm làm giảm mùi vị, màu sắc và giá trị thực phẩm của táo tây. Táo Bắc Cực, một giống táo tây không bị thâm nâu được giới thiệu đến thị trường Hoa Kỳ vào năm 2019, là giống được biến đổi gen để ngăn chặn sự biểu hiện của polyphenol oxidase, do đó làm chậm hiệu ứng chuyển sang màu nâu và cải thiện chất lượng của táo. Cục Quản lý Thực phẩm và Dược phẩm Hoa Kỳ (US Food and Drug Administration) vào năm 2015 và Cơ quan Thanh tra Thực phẩm Canada (Canadian Food Inspection Agency) vào năm 2017 xác định rằng táo Bắc Cực an toàn và bổ dưỡng như táo thông thường.

### Các sản phẩm khác
Dầu hạt táo thu được bằng phương pháp ép kiệt một lần (expeller pressing) hạt táo để sản xuất mỹ phẩm.

### Nghiên cứu y học
Nghiên cứu sơ bộ đang được tiến hành nhằm xem việc tiêu thụ táo có thể ảnh hưởng đến nguy cơ mắc một số loại ung thư hay không.

### Dị ứng
Một dạng dị ứng với táo thường thấy ở Bắc Âu, được gọi là hội chứng táo bạch dương và được tìm thấy ở những người cũng bị dị ứng với phấn hoa bạch dương. Phản ứng dị ứng được kích hoạt bởi một loại protein trong táo tương tự như phấn hoa bạch dương và những người bị ảnh hưởng bởi loại protein này cũng có thể phát triển dị ứng với các loại trái cây, hạt và rau khác. Các phản ứng dẫn đến hội chứng dị ứng miệng (OAS), thường liên quan đến ngứa, viêm miệng và viêm cổ họng, nhưng trong một số trường hợp hiếm hoi cũng có thể bao gồm sốc phản vệ đe dọa tính mạng. Phản ứng này chỉ xảy ra khi quả táo tây được ăn sống, còn trong quá trình nấu ăn thì chất gây dị ứng sẽ bị vô hiệu hóa. Sự đa dạng của táo, độ chín và điều kiện bảo quản có thể thay đổi lượng chất gây dị ứng có trong từng loại quả. Thời gian bảo quản lâu có thể làm tăng lượng protein gây ra hội chứng táo bạch dương.
Ở các khu vực khác, chẳng hạn như Địa Trung Hải, một số người gặp phản ứng bất lợi do táo vì chúng tương tự như đào. Dạng dị ứng táo này cũng bao gồm OAS, nhưng thường có các triệu chứng nghiêm trọng hơn, chẳng hạn như nôn mửa, đau bụng và nổi mề đay, đồng thời có thể đe dọa đến tính mạng. Những người bị dị ứng dạng này cũng có thể phát triển các phản ứng với các loại trái cây và các loại hạt khác. Việc nấu chín không phá vỡ protein gây ra phản ứng đặc biệt này, vì vậy những người bị ảnh hưởng không thể ăn táo sống hoặc nấu chín. Trái cây quá chín được thu hoạch tươi có xu hướng chứa hàm lượng protein cao là nguyên nhân gây ra phản ứng này.
Đến nay, các nỗ lực lai tạo vẫn chưa tạo ra một loại trái cây không gây dị ứng với một trong hai dạng dị ứng táo.

### Độc tính của hạt
Hạt táo chứa một lượng nhỏ amygdalin, một hợp chất carbohydrat và cyanide được gọi là cyanogenic glycoside. Ăn một lượng nhỏ hạt táo không gây ra tác dụng phụ, nhưng tiêu thụ với liều lượng quá lớn có thể gây ra tác dụng bất lợi. Có thể mất vài giờ trước khi chất độc phát huy tác dụng vì cyanogenic glycoside phải được thủy phân trước khi ion cyanide được giải phóng. Ngân hàng Dữ liệu về các chất độc hại (Hazardous Substances Data Bank) của Thư viện Y khoa Quốc gia Hoa Kỳ (United States National Library of Medicine) chưa ghi nhận trường hợp ngộ độc amygdalin nào do ăn hạt táo.